# Ligue Europa 2010-2011
Navigation
Édition précédente Édition suivante
La Ligue Europa 2010-2011 (UEFA Europa League) est la deuxième édition de la Ligue Europa, qui remplace la Coupe UEFA. 
Organisée par l'UEFA, les éliminatoires de la compétition sont ouverts à 194 clubs de football des associations membres de l'UEFA. Ces clubs sont qualifiés en fonction de leurs bons résultats en championnat ou coupe nationale.
La Dublin Arena de Dublin est choisi pour accueillir la finale le 18 mai 2011. Cette édition voit la victoire du FC Porto face au Sporting Braga sur le score de 1-0.

## Valorisation financière
Selon le site internet de l'UEFA, la somme d'argent redistribuée aux clubs participants a augmenté par rapport à celle de la première Ligue Europa.
- 1 M€ pour les 48 équipes présentes en phase de groupes (contre 900 k€ précédemment) ;
- 140 k€ par victoire en phase de groupe (contre 120 k€), la moitié pour un match nul (contre 60 k€) ;
- 200 k€ pour une qualification en seizièmes de finale (contre 180 k€) ;
- 300 k€ pour une qualification en huitièmes de finale (contre 270 k€) ;
- 400 k€ pour une qualification en quarts de finale (contre 360 k€) ;
- 700 k€ pour une qualification en demi-finale (contre 630 k€) ;
- 2 M€ pour une qualification en finale (inchangé) ;
- 1 M€ pour une victoire en finale (inchangé).

Une équipe très performante est donc susceptible de lever jusqu'à 6,44 M€, en plus de sa part commerciale variable.

## Participants
Un total de 194 équipes provenant de 53 associations membres de l'UEFA participeront à la Ligue Europa 2010 ‑ 2011. Les places sont allouées selon leur coefficient UEFA.
Le schéma de qualification pour la Ligue Europa 2010-2011 est modifié, Andorre et Saint-Marin, qui n'avaient qu'un seul représentant, ayant obtenu au Congrès UEFA au Danemark en 2009, qu'un deuxième club de leur association participe à la compétition :
- Les associations aux places 1 à 6 ont 3 clubs qualifiés
- Les associations aux places 7 à 9 ont 4 clubs qualifiés
- Les associations aux places 10 à 51 ont 3 clubs qualifiés – à l'exception de celle du Liechtenstein qui en a qu'un seul
- Les associations aux places 52 à 53 ont 2 clubs qualifiés
- Les 3 premières associations du Prix du fair play UEFA (Suède, Danemark et Finlande) obtiennent une place supplémentaire
- 33 équipes éliminées de la Ligue des champions de l'UEFA 2010-2011 sont repêchées dans cette compétition

Le tenant du titre, l'Atlético Madrid, est qualifié d'office pour la phase de groupes. Or, le club est aussi qualifié pour le troisième tour de qualification en étant finaliste de la Coupe d'Espagne de football, le vainqueur (le Séville FC) étant qualifié pour la Ligue des champions via sa place en championnat. En conséquence, cette place du troisième tour de qualification reste vacante. Pour combler cette place manquante, le vainqueur de la coupe nationale de la 28e association (Finlande) accède au troisième tour préliminaire au lieu du deuxième, et les vainqueurs de coupe nationale des 52e et 53e associations (Malte et Saint-Marin) accèdent au deuxième tour de qualification au lieu du premier. 
| Seizièmes de finale | Seizièmes de finale | Seizièmes de finale | Seizièmes de finale | Seizièmes de finale | Seizièmes de finale | Seizièmes de finale | Seizièmes de finale | Seizièmes de finale | Seizièmes de finale | Seizièmes de finale | Seizièmes de finale | Seizièmes de finale | Seizièmes de finale | Seizièmes de finale | Seizièmes de finale |
| --- | --- | --- | --- | --- | --- | --- | --- | --- | --- | --- | --- | --- | --- | --- | --- |
| - 4 meilleurs repêchés de la phase de groupes de la Ligue des champions - Spartak Moscou - Sporting Braga - Ajax Amsterdam - FC Twente | - 4 meilleurs repêchés de la phase de groupes de la Ligue des champions - Spartak Moscou - Sporting Braga - Ajax Amsterdam - FC Twente | - 4 meilleurs repêchés de la phase de groupes de la Ligue des champions - Spartak Moscou - Sporting Braga - Ajax Amsterdam - FC Twente | - 4 meilleurs repêchés de la phase de groupes de la Ligue des champions - Spartak Moscou - Sporting Braga - Ajax Amsterdam - FC Twente | - 4 meilleurs repêchés de la phase de groupes de la Ligue des champions - Spartak Moscou - Sporting Braga - Ajax Amsterdam - FC Twente | - 4 meilleurs repêchés de la phase de groupes de la Ligue des champions - Spartak Moscou - Sporting Braga - Ajax Amsterdam - FC Twente | - 4 meilleurs repêchés de la phase de groupes de la Ligue des champions - Spartak Moscou - Sporting Braga - Ajax Amsterdam - FC Twente | - 4 meilleurs repêchés de la phase de groupes de la Ligue des champions - Spartak Moscou - Sporting Braga - Ajax Amsterdam - FC Twente | - 4 moins bons repêchés de la phase de groupes de la Ligue des champions - Rubin Kazan - FC Bâle - Glasgow Rangers - Benfica Lisbonne | - 4 moins bons repêchés de la phase de groupes de la Ligue des champions - Rubin Kazan - FC Bâle - Glasgow Rangers - Benfica Lisbonne | - 4 moins bons repêchés de la phase de groupes de la Ligue des champions - Rubin Kazan - FC Bâle - Glasgow Rangers - Benfica Lisbonne | - 4 moins bons repêchés de la phase de groupes de la Ligue des champions - Rubin Kazan - FC Bâle - Glasgow Rangers - Benfica Lisbonne | - 4 moins bons repêchés de la phase de groupes de la Ligue des champions - Rubin Kazan - FC Bâle - Glasgow Rangers - Benfica Lisbonne | - 4 moins bons repêchés de la phase de groupes de la Ligue des champions - Rubin Kazan - FC Bâle - Glasgow Rangers - Benfica Lisbonne | - 4 moins bons repêchés de la phase de groupes de la Ligue des champions - Rubin Kazan - FC Bâle - Glasgow Rangers - Benfica Lisbonne | - 4 moins bons repêchés de la phase de groupes de la Ligue des champions - Rubin Kazan - FC Bâle - Glasgow Rangers - Benfica Lisbonne |
| Phase de groupes | | | | | | | | | | | | | | | |
| - Atlético Madrid Vainqueur de la Ligue Europa 2009-2010 - 5 champions repêchés des barrages de la Ligue des champions : - Red Bull Salzbourg - Sheriff Tiraspol - RSC Anderlecht - Rosenborg - Sparta Prague | - Atlético Madrid Vainqueur de la Ligue Europa 2009-2010 - 5 champions repêchés des barrages de la Ligue des champions : - Red Bull Salzbourg - Sheriff Tiraspol - RSC Anderlecht - Rosenborg - Sparta Prague | - Atlético Madrid Vainqueur de la Ligue Europa 2009-2010 - 5 champions repêchés des barrages de la Ligue des champions : - Red Bull Salzbourg - Sheriff Tiraspol - RSC Anderlecht - Rosenborg - Sparta Prague | - Atlético Madrid Vainqueur de la Ligue Europa 2009-2010 - 5 champions repêchés des barrages de la Ligue des champions : - Red Bull Salzbourg - Sheriff Tiraspol - RSC Anderlecht - Rosenborg - Sparta Prague | - Atlético Madrid Vainqueur de la Ligue Europa 2009-2010 - 5 champions repêchés des barrages de la Ligue des champions : - Red Bull Salzbourg - Sheriff Tiraspol - RSC Anderlecht - Rosenborg - Sparta Prague | - Atlético Madrid Vainqueur de la Ligue Europa 2009-2010 - 5 champions repêchés des barrages de la Ligue des champions : - Red Bull Salzbourg - Sheriff Tiraspol - RSC Anderlecht - Rosenborg - Sparta Prague | - Atlético Madrid Vainqueur de la Ligue Europa 2009-2010 - 5 champions repêchés des barrages de la Ligue des champions : - Red Bull Salzbourg - Sheriff Tiraspol - RSC Anderlecht - Rosenborg - Sparta Prague | - Atlético Madrid Vainqueur de la Ligue Europa 2009-2010 - 5 champions repêchés des barrages de la Ligue des champions : - Red Bull Salzbourg - Sheriff Tiraspol - RSC Anderlecht - Rosenborg - Sparta Prague | Pour que ce soit aligné - 5 non-champions repêchés des barrages de la Ligue des champions : - Séville FC - Sampdoria - BSC Young Boys - Zénith Saint-Pétersbourg - Dynamo Kiev | Pour que ce soit aligné - 5 non-champions repêchés des barrages de la Ligue des champions : - Séville FC - Sampdoria - BSC Young Boys - Zénith Saint-Pétersbourg - Dynamo Kiev | Pour que ce soit aligné - 5 non-champions repêchés des barrages de la Ligue des champions : - Séville FC - Sampdoria - BSC Young Boys - Zénith Saint-Pétersbourg - Dynamo Kiev | Pour que ce soit aligné - 5 non-champions repêchés des barrages de la Ligue des champions : - Séville FC - Sampdoria - BSC Young Boys - Zénith Saint-Pétersbourg - Dynamo Kiev | Pour que ce soit aligné - 5 non-champions repêchés des barrages de la Ligue des champions : - Séville FC - Sampdoria - BSC Young Boys - Zénith Saint-Pétersbourg - Dynamo Kiev | Pour que ce soit aligné - 5 non-champions repêchés des barrages de la Ligue des champions : - Séville FC - Sampdoria - BSC Young Boys - Zénith Saint-Pétersbourg - Dynamo Kiev | Pour que ce soit aligné - 5 non-champions repêchés des barrages de la Ligue des champions : - Séville FC - Sampdoria - BSC Young Boys - Zénith Saint-Pétersbourg - Dynamo Kiev | Pour que ce soit aligné - 5 non-champions repêchés des barrages de la Ligue des champions : - Séville FC - Sampdoria - BSC Young Boys - Zénith Saint-Pétersbourg - Dynamo Kiev |
| Barrages | | | | | | | | | | | | | | | |
| - Manchester City 5e d'Angleterre en 2009-2010 - Aston Villa 6e d'Angleterre en 2009-2010 - Getafe 6e d'Espagne en 2009-2010 - Villarreal 7e d'Espagne en 2009-2010 - Palerme 5e d'Italie en 2009-2010 - Naples 6e d'Italie en 2009-2010 - Bayer Leverkusen 4e d'Allemagne en 2009-2010 - Borussia Dortmund 5e d'Allemagne en 2009-2010 - Paris SG Vainqueur de la coupe de France 2009-2010 - Lille OSC 4e de France en 2009-2010 - Lokomotiv Moscou 4e de Russie en 2009 - CSKA Moscou 5e de Russie en 2009 - Tavria Simferopol Vainqueur de la coupe d'Ukraine 2009-2010 - Metalist Kharkiv 3e d'Ukraine en 2009-2010 - Feyenoord Rotterdam 3e des Pays-Bas en 2009-2010 - PSV Eindhoven 4e des Pays-Bas en 2009-2010 - FC Vaslui 3e de Roumanie en 2009-2010 - Steaua Bucarest 4e de Roumanie en 2009-2010 - FC Porto Vainqueur de la coupe du Portugal 2009-2010 - Trabzonspor Vainqueur de la coupe de Turquie 2009-2010 | - Manchester City 5e d'Angleterre en 2009-2010 - Aston Villa 6e d'Angleterre en 2009-2010 - Getafe 6e d'Espagne en 2009-2010 - Villarreal 7e d'Espagne en 2009-2010 - Palerme 5e d'Italie en 2009-2010 - Naples 6e d'Italie en 2009-2010 - Bayer Leverkusen 4e d'Allemagne en 2009-2010 - Borussia Dortmund 5e d'Allemagne en 2009-2010 - Paris SG Vainqueur de la coupe de France 2009-2010 - Lille OSC 4e de France en 2009-2010 - Lokomotiv Moscou 4e de Russie en 2009 - CSKA Moscou 5e de Russie en 2009 - Tavria Simferopol Vainqueur de la coupe d'Ukraine 2009-2010 - Metalist Kharkiv 3e d'Ukraine en 2009-2010 - Feyenoord Rotterdam 3e des Pays-Bas en 2009-2010 - PSV Eindhoven 4e des Pays-Bas en 2009-2010 - FC Vaslui 3e de Roumanie en 2009-2010 - Steaua Bucarest 4e de Roumanie en 2009-2010 - FC Porto Vainqueur de la coupe du Portugal 2009-2010 - Trabzonspor Vainqueur de la coupe de Turquie 2009-2010 | - Manchester City 5e d'Angleterre en 2009-2010 - Aston Villa 6e d'Angleterre en 2009-2010 - Getafe 6e d'Espagne en 2009-2010 - Villarreal 7e d'Espagne en 2009-2010 - Palerme 5e d'Italie en 2009-2010 - Naples 6e d'Italie en 2009-2010 - Bayer Leverkusen 4e d'Allemagne en 2009-2010 - Borussia Dortmund 5e d'Allemagne en 2009-2010 - Paris SG Vainqueur de la coupe de France 2009-2010 - Lille OSC 4e de France en 2009-2010 - Lokomotiv Moscou 4e de Russie en 2009 - CSKA Moscou 5e de Russie en 2009 - Tavria Simferopol Vainqueur de la coupe d'Ukraine 2009-2010 - Metalist Kharkiv 3e d'Ukraine en 2009-2010 - Feyenoord Rotterdam 3e des Pays-Bas en 2009-2010 - PSV Eindhoven 4e des Pays-Bas en 2009-2010 - FC Vaslui 3e de Roumanie en 2009-2010 - Steaua Bucarest 4e de Roumanie en 2009-2010 - FC Porto Vainqueur de la coupe du Portugal 2009-2010 - Trabzonspor Vainqueur de la coupe de Turquie 2009-2010 | - Manchester City 5e d'Angleterre en 2009-2010 - Aston Villa 6e d'Angleterre en 2009-2010 - Getafe 6e d'Espagne en 2009-2010 - Villarreal 7e d'Espagne en 2009-2010 - Palerme 5e d'Italie en 2009-2010 - Naples 6e d'Italie en 2009-2010 - Bayer Leverkusen 4e d'Allemagne en 2009-2010 - Borussia Dortmund 5e d'Allemagne en 2009-2010 - Paris SG Vainqueur de la coupe de France 2009-2010 - Lille OSC 4e de France en 2009-2010 - Lokomotiv Moscou 4e de Russie en 2009 - CSKA Moscou 5e de Russie en 2009 - Tavria Simferopol Vainqueur de la coupe d'Ukraine 2009-2010 - Metalist Kharkiv 3e d'Ukraine en 2009-2010 - Feyenoord Rotterdam 3e des Pays-Bas en 2009-2010 - PSV Eindhoven 4e des Pays-Bas en 2009-2010 - FC Vaslui 3e de Roumanie en 2009-2010 - Steaua Bucarest 4e de Roumanie en 2009-2010 - FC Porto Vainqueur de la coupe du Portugal 2009-2010 - Trabzonspor Vainqueur de la coupe de Turquie 2009-2010 | - Manchester City 5e d'Angleterre en 2009-2010 - Aston Villa 6e d'Angleterre en 2009-2010 - Getafe 6e d'Espagne en 2009-2010 - Villarreal 7e d'Espagne en 2009-2010 - Palerme 5e d'Italie en 2009-2010 - Naples 6e d'Italie en 2009-2010 - Bayer Leverkusen 4e d'Allemagne en 2009-2010 - Borussia Dortmund 5e d'Allemagne en 2009-2010 - Paris SG Vainqueur de la coupe de France 2009-2010 - Lille OSC 4e de France en 2009-2010 - Lokomotiv Moscou 4e de Russie en 2009 - CSKA Moscou 5e de Russie en 2009 - Tavria Simferopol Vainqueur de la coupe d'Ukraine 2009-2010 - Metalist Kharkiv 3e d'Ukraine en 2009-2010 - Feyenoord Rotterdam 3e des Pays-Bas en 2009-2010 - PSV Eindhoven 4e des Pays-Bas en 2009-2010 - FC Vaslui 3e de Roumanie en 2009-2010 - Steaua Bucarest 4e de Roumanie en 2009-2010 - FC Porto Vainqueur de la coupe du Portugal 2009-2010 - Trabzonspor Vainqueur de la coupe de Turquie 2009-2010 | - Manchester City 5e d'Angleterre en 2009-2010 - Aston Villa 6e d'Angleterre en 2009-2010 - Getafe 6e d'Espagne en 2009-2010 - Villarreal 7e d'Espagne en 2009-2010 - Palerme 5e d'Italie en 2009-2010 - Naples 6e d'Italie en 2009-2010 - Bayer Leverkusen 4e d'Allemagne en 2009-2010 - Borussia Dortmund 5e d'Allemagne en 2009-2010 - Paris SG Vainqueur de la coupe de France 2009-2010 - Lille OSC 4e de France en 2009-2010 - Lokomotiv Moscou 4e de Russie en 2009 - CSKA Moscou 5e de Russie en 2009 - Tavria Simferopol Vainqueur de la coupe d'Ukraine 2009-2010 - Metalist Kharkiv 3e d'Ukraine en 2009-2010 - Feyenoord Rotterdam 3e des Pays-Bas en 2009-2010 - PSV Eindhoven 4e des Pays-Bas en 2009-2010 - FC Vaslui 3e de Roumanie en 2009-2010 - Steaua Bucarest 4e de Roumanie en 2009-2010 - FC Porto Vainqueur de la coupe du Portugal 2009-2010 - Trabzonspor Vainqueur de la coupe de Turquie 2009-2010 | - Manchester City 5e d'Angleterre en 2009-2010 - Aston Villa 6e d'Angleterre en 2009-2010 - Getafe 6e d'Espagne en 2009-2010 - Villarreal 7e d'Espagne en 2009-2010 - Palerme 5e d'Italie en 2009-2010 - Naples 6e d'Italie en 2009-2010 - Bayer Leverkusen 4e d'Allemagne en 2009-2010 - Borussia Dortmund 5e d'Allemagne en 2009-2010 - Paris SG Vainqueur de la coupe de France 2009-2010 - Lille OSC 4e de France en 2009-2010 - Lokomotiv Moscou 4e de Russie en 2009 - CSKA Moscou 5e de Russie en 2009 - Tavria Simferopol Vainqueur de la coupe d'Ukraine 2009-2010 - Metalist Kharkiv 3e d'Ukraine en 2009-2010 - Feyenoord Rotterdam 3e des Pays-Bas en 2009-2010 - PSV Eindhoven 4e des Pays-Bas en 2009-2010 - FC Vaslui 3e de Roumanie en 2009-2010 - Steaua Bucarest 4e de Roumanie en 2009-2010 - FC Porto Vainqueur de la coupe du Portugal 2009-2010 - Trabzonspor Vainqueur de la coupe de Turquie 2009-2010 | - Manchester City 5e d'Angleterre en 2009-2010 - Aston Villa 6e d'Angleterre en 2009-2010 - Getafe 6e d'Espagne en 2009-2010 - Villarreal 7e d'Espagne en 2009-2010 - Palerme 5e d'Italie en 2009-2010 - Naples 6e d'Italie en 2009-2010 - Bayer Leverkusen 4e d'Allemagne en 2009-2010 - Borussia Dortmund 5e d'Allemagne en 2009-2010 - Paris SG Vainqueur de la coupe de France 2009-2010 - Lille OSC 4e de France en 2009-2010 - Lokomotiv Moscou 4e de Russie en 2009 - CSKA Moscou 5e de Russie en 2009 - Tavria Simferopol Vainqueur de la coupe d'Ukraine 2009-2010 - Metalist Kharkiv 3e d'Ukraine en 2009-2010 - Feyenoord Rotterdam 3e des Pays-Bas en 2009-2010 - PSV Eindhoven 4e des Pays-Bas en 2009-2010 - FC Vaslui 3e de Roumanie en 2009-2010 - Steaua Bucarest 4e de Roumanie en 2009-2010 - FC Porto Vainqueur de la coupe du Portugal 2009-2010 - Trabzonspor Vainqueur de la coupe de Turquie 2009-2010 | - AEK Athènes 2e des barrages en Grèce en 2009-2010 - Dundee United Vainqueur de la coupe d'Écosse 2009-2010 - Club Bruges 3e de Belgique en 2009-2010 - Grasshoppers Zurich 3e de Suisse en 2009-2010 - 15 repêchés du 3e tour de qualification de la Ligue des Champions - Unirea Urziceni - Fenerbahçe - PAOK Salonique - Celtic Glasgow - La Gantoise - Debrecen - Litex Lovetch - Omonia Nicosie - AIK Solna - Lech Poznań - Dinamo Zagreb - HJK Helsinki - BATE Borissov - FK Aktobe - The New Saints | - AEK Athènes 2e des barrages en Grèce en 2009-2010 - Dundee United Vainqueur de la coupe d'Écosse 2009-2010 - Club Bruges 3e de Belgique en 2009-2010 - Grasshoppers Zurich 3e de Suisse en 2009-2010 - 15 repêchés du 3e tour de qualification de la Ligue des Champions - Unirea Urziceni - Fenerbahçe - PAOK Salonique - Celtic Glasgow - La Gantoise - Debrecen - Litex Lovetch - Omonia Nicosie - AIK Solna - Lech Poznań - Dinamo Zagreb - HJK Helsinki - BATE Borissov - FK Aktobe - The New Saints | - AEK Athènes 2e des barrages en Grèce en 2009-2010 - Dundee United Vainqueur de la coupe d'Écosse 2009-2010 - Club Bruges 3e de Belgique en 2009-2010 - Grasshoppers Zurich 3e de Suisse en 2009-2010 - 15 repêchés du 3e tour de qualification de la Ligue des Champions - Unirea Urziceni - Fenerbahçe - PAOK Salonique - Celtic Glasgow - La Gantoise - Debrecen - Litex Lovetch - Omonia Nicosie - AIK Solna - Lech Poznań - Dinamo Zagreb - HJK Helsinki - BATE Borissov - FK Aktobe - The New Saints | - AEK Athènes 2e des barrages en Grèce en 2009-2010 - Dundee United Vainqueur de la coupe d'Écosse 2009-2010 - Club Bruges 3e de Belgique en 2009-2010 - Grasshoppers Zurich 3e de Suisse en 2009-2010 - 15 repêchés du 3e tour de qualification de la Ligue des Champions - Unirea Urziceni - Fenerbahçe - PAOK Salonique - Celtic Glasgow - La Gantoise - Debrecen - Litex Lovetch - Omonia Nicosie - AIK Solna - Lech Poznań - Dinamo Zagreb - HJK Helsinki - BATE Borissov - FK Aktobe - The New Saints | - AEK Athènes 2e des barrages en Grèce en 2009-2010 - Dundee United Vainqueur de la coupe d'Écosse 2009-2010 - Club Bruges 3e de Belgique en 2009-2010 - Grasshoppers Zurich 3e de Suisse en 2009-2010 - 15 repêchés du 3e tour de qualification de la Ligue des Champions - Unirea Urziceni - Fenerbahçe - PAOK Salonique - Celtic Glasgow - La Gantoise - Debrecen - Litex Lovetch - Omonia Nicosie - AIK Solna - Lech Poznań - Dinamo Zagreb - HJK Helsinki - BATE Borissov - FK Aktobe - The New Saints | - AEK Athènes 2e des barrages en Grèce en 2009-2010 - Dundee United Vainqueur de la coupe d'Écosse 2009-2010 - Club Bruges 3e de Belgique en 2009-2010 - Grasshoppers Zurich 3e de Suisse en 2009-2010 - 15 repêchés du 3e tour de qualification de la Ligue des Champions - Unirea Urziceni - Fenerbahçe - PAOK Salonique - Celtic Glasgow - La Gantoise - Debrecen - Litex Lovetch - Omonia Nicosie - AIK Solna - Lech Poznań - Dinamo Zagreb - HJK Helsinki - BATE Borissov - FK Aktobe - The New Saints | - AEK Athènes 2e des barrages en Grèce en 2009-2010 - Dundee United Vainqueur de la coupe d'Écosse 2009-2010 - Club Bruges 3e de Belgique en 2009-2010 - Grasshoppers Zurich 3e de Suisse en 2009-2010 - 15 repêchés du 3e tour de qualification de la Ligue des Champions - Unirea Urziceni - Fenerbahçe - PAOK Salonique - Celtic Glasgow - La Gantoise - Debrecen - Litex Lovetch - Omonia Nicosie - AIK Solna - Lech Poznań - Dinamo Zagreb - HJK Helsinki - BATE Borissov - FK Aktobe - The New Saints | - AEK Athènes 2e des barrages en Grèce en 2009-2010 - Dundee United Vainqueur de la coupe d'Écosse 2009-2010 - Club Bruges 3e de Belgique en 2009-2010 - Grasshoppers Zurich 3e de Suisse en 2009-2010 - 15 repêchés du 3e tour de qualification de la Ligue des Champions - Unirea Urziceni - Fenerbahçe - PAOK Salonique - Celtic Glasgow - La Gantoise - Debrecen - Litex Lovetch - Omonia Nicosie - AIK Solna - Lech Poznań - Dinamo Zagreb - HJK Helsinki - BATE Borissov - FK Aktobe - The New Saints |
| Troisième tour de qualification | | | | | | | | | | | | | | | |
| - Liverpool 7e d'Angleterre en 2009-2010 - Juventus 7e d'Italie en 2009-2010 - VfB Stuttgart 6e d'Allemagne en 2009-2010 - Montpellier HSC 5e de France en 2009-2010 - FK Sibir Novossibirsk Finaliste de la coupe de Russie 2009-2010 - Dnipro Dnipropetrovsk 4e d'Ukraine en 2009-2010 - AZ Alkmaar 5e des Pays-Bas en 2009-2010 - FC Timişoara 5e de Roumanie en 2009-2010 - Sporting Portugal 4e du Portugal en 2009-2010 - Galatasaray 3e de Turquie en 2009-2010 - Aris Salonique 3e des barrages en Grèce en 2009-2010 - Hibernian 4e d'Écosse en 2009-2010 - KRC Genk Vainqueur du test-match en Belgique en 2009-2010 - FC Lucerne 4e de Suisse en 2009-2010 - FC Nordsjælland Vainqueur de la Coupe du Danemark 2009-2010 | - Liverpool 7e d'Angleterre en 2009-2010 - Juventus 7e d'Italie en 2009-2010 - VfB Stuttgart 6e d'Allemagne en 2009-2010 - Montpellier HSC 5e de France en 2009-2010 - FK Sibir Novossibirsk Finaliste de la coupe de Russie 2009-2010 - Dnipro Dnipropetrovsk 4e d'Ukraine en 2009-2010 - AZ Alkmaar 5e des Pays-Bas en 2009-2010 - FC Timişoara 5e de Roumanie en 2009-2010 - Sporting Portugal 4e du Portugal en 2009-2010 - Galatasaray 3e de Turquie en 2009-2010 - Aris Salonique 3e des barrages en Grèce en 2009-2010 - Hibernian 4e d'Écosse en 2009-2010 - KRC Genk Vainqueur du test-match en Belgique en 2009-2010 - FC Lucerne 4e de Suisse en 2009-2010 - FC Nordsjælland Vainqueur de la Coupe du Danemark 2009-2010 | - Liverpool 7e d'Angleterre en 2009-2010 - Juventus 7e d'Italie en 2009-2010 - VfB Stuttgart 6e d'Allemagne en 2009-2010 - Montpellier HSC 5e de France en 2009-2010 - FK Sibir Novossibirsk Finaliste de la coupe de Russie 2009-2010 - Dnipro Dnipropetrovsk 4e d'Ukraine en 2009-2010 - AZ Alkmaar 5e des Pays-Bas en 2009-2010 - FC Timişoara 5e de Roumanie en 2009-2010 - Sporting Portugal 4e du Portugal en 2009-2010 - Galatasaray 3e de Turquie en 2009-2010 - Aris Salonique 3e des barrages en Grèce en 2009-2010 - Hibernian 4e d'Écosse en 2009-2010 - KRC Genk Vainqueur du test-match en Belgique en 2009-2010 - FC Lucerne 4e de Suisse en 2009-2010 - FC Nordsjælland Vainqueur de la Coupe du Danemark 2009-2010 | - Liverpool 7e d'Angleterre en 2009-2010 - Juventus 7e d'Italie en 2009-2010 - VfB Stuttgart 6e d'Allemagne en 2009-2010 - Montpellier HSC 5e de France en 2009-2010 - FK Sibir Novossibirsk Finaliste de la coupe de Russie 2009-2010 - Dnipro Dnipropetrovsk 4e d'Ukraine en 2009-2010 - AZ Alkmaar 5e des Pays-Bas en 2009-2010 - FC Timişoara 5e de Roumanie en 2009-2010 - Sporting Portugal 4e du Portugal en 2009-2010 - Galatasaray 3e de Turquie en 2009-2010 - Aris Salonique 3e des barrages en Grèce en 2009-2010 - Hibernian 4e d'Écosse en 2009-2010 - KRC Genk Vainqueur du test-match en Belgique en 2009-2010 - FC Lucerne 4e de Suisse en 2009-2010 - FC Nordsjælland Vainqueur de la Coupe du Danemark 2009-2010 | - Liverpool 7e d'Angleterre en 2009-2010 - Juventus 7e d'Italie en 2009-2010 - VfB Stuttgart 6e d'Allemagne en 2009-2010 - Montpellier HSC 5e de France en 2009-2010 - FK Sibir Novossibirsk Finaliste de la coupe de Russie 2009-2010 - Dnipro Dnipropetrovsk 4e d'Ukraine en 2009-2010 - AZ Alkmaar 5e des Pays-Bas en 2009-2010 - FC Timişoara 5e de Roumanie en 2009-2010 - Sporting Portugal 4e du Portugal en 2009-2010 - Galatasaray 3e de Turquie en 2009-2010 - Aris Salonique 3e des barrages en Grèce en 2009-2010 - Hibernian 4e d'Écosse en 2009-2010 - KRC Genk Vainqueur du test-match en Belgique en 2009-2010 - FC Lucerne 4e de Suisse en 2009-2010 - FC Nordsjælland Vainqueur de la Coupe du Danemark 2009-2010 | - Liverpool 7e d'Angleterre en 2009-2010 - Juventus 7e d'Italie en 2009-2010 - VfB Stuttgart 6e d'Allemagne en 2009-2010 - Montpellier HSC 5e de France en 2009-2010 - FK Sibir Novossibirsk Finaliste de la coupe de Russie 2009-2010 - Dnipro Dnipropetrovsk 4e d'Ukraine en 2009-2010 - AZ Alkmaar 5e des Pays-Bas en 2009-2010 - FC Timişoara 5e de Roumanie en 2009-2010 - Sporting Portugal 4e du Portugal en 2009-2010 - Galatasaray 3e de Turquie en 2009-2010 - Aris Salonique 3e des barrages en Grèce en 2009-2010 - Hibernian 4e d'Écosse en 2009-2010 - KRC Genk Vainqueur du test-match en Belgique en 2009-2010 - FC Lucerne 4e de Suisse en 2009-2010 - FC Nordsjælland Vainqueur de la Coupe du Danemark 2009-2010 | - Liverpool 7e d'Angleterre en 2009-2010 - Juventus 7e d'Italie en 2009-2010 - VfB Stuttgart 6e d'Allemagne en 2009-2010 - Montpellier HSC 5e de France en 2009-2010 - FK Sibir Novossibirsk Finaliste de la coupe de Russie 2009-2010 - Dnipro Dnipropetrovsk 4e d'Ukraine en 2009-2010 - AZ Alkmaar 5e des Pays-Bas en 2009-2010 - FC Timişoara 5e de Roumanie en 2009-2010 - Sporting Portugal 4e du Portugal en 2009-2010 - Galatasaray 3e de Turquie en 2009-2010 - Aris Salonique 3e des barrages en Grèce en 2009-2010 - Hibernian 4e d'Écosse en 2009-2010 - KRC Genk Vainqueur du test-match en Belgique en 2009-2010 - FC Lucerne 4e de Suisse en 2009-2010 - FC Nordsjælland Vainqueur de la Coupe du Danemark 2009-2010 | - Liverpool 7e d'Angleterre en 2009-2010 - Juventus 7e d'Italie en 2009-2010 - VfB Stuttgart 6e d'Allemagne en 2009-2010 - Montpellier HSC 5e de France en 2009-2010 - FK Sibir Novossibirsk Finaliste de la coupe de Russie 2009-2010 - Dnipro Dnipropetrovsk 4e d'Ukraine en 2009-2010 - AZ Alkmaar 5e des Pays-Bas en 2009-2010 - FC Timişoara 5e de Roumanie en 2009-2010 - Sporting Portugal 4e du Portugal en 2009-2010 - Galatasaray 3e de Turquie en 2009-2010 - Aris Salonique 3e des barrages en Grèce en 2009-2010 - Hibernian 4e d'Écosse en 2009-2010 - KRC Genk Vainqueur du test-match en Belgique en 2009-2010 - FC Lucerne 4e de Suisse en 2009-2010 - FC Nordsjælland Vainqueur de la Coupe du Danemark 2009-2010 | - OB Odense 2e du Danemark en 2009-2010 - CSKA Sofia 2e de Bulgarie 2009-2010 - Beroe Stara Zagora Vainqueur de la coupe de Bulgarie 2009-2010 - FK Baumit Jablonec 2e de République tchèque 2009-2010 - FC Viktoria Plzeň Vainqueur de la coupe de la République tchèque 2009-2010 - Aalesunds FK Vainqueur de la coupe de Norvège 2009 - Sturm Graz Vainqueur de la coupe d'Autriche 2009-2010 - Étoile rouge de Belgrade Vainqueur de la coupe de Serbie 2009-2010 - Maccabi Haïfa 2e d'Israël en 2009-2010 - Apollon Limassol Vainqueur de la coupe de Chypre 2009-2010 - IFK Göteborg 2e de Suède en 2009 - Slovan Bratislava Vainqueur de la coupe de Slovaquie 2009-2010 - Jagiellonia Białystok Vainqueur de la coupe de Pologne 2009-2010 - Hajduk Split Vainqueur de la coupe de Croatie 2009-2010 - Inter Turku Vainqueur de la coupe de Finlande 2009 | - OB Odense 2e du Danemark en 2009-2010 - CSKA Sofia 2e de Bulgarie 2009-2010 - Beroe Stara Zagora Vainqueur de la coupe de Bulgarie 2009-2010 - FK Baumit Jablonec 2e de République tchèque 2009-2010 - FC Viktoria Plzeň Vainqueur de la coupe de la République tchèque 2009-2010 - Aalesunds FK Vainqueur de la coupe de Norvège 2009 - Sturm Graz Vainqueur de la coupe d'Autriche 2009-2010 - Étoile rouge de Belgrade Vainqueur de la coupe de Serbie 2009-2010 - Maccabi Haïfa 2e d'Israël en 2009-2010 - Apollon Limassol Vainqueur de la coupe de Chypre 2009-2010 - IFK Göteborg 2e de Suède en 2009 - Slovan Bratislava Vainqueur de la coupe de Slovaquie 2009-2010 - Jagiellonia Białystok Vainqueur de la coupe de Pologne 2009-2010 - Hajduk Split Vainqueur de la coupe de Croatie 2009-2010 - Inter Turku Vainqueur de la coupe de Finlande 2009 | - OB Odense 2e du Danemark en 2009-2010 - CSKA Sofia 2e de Bulgarie 2009-2010 - Beroe Stara Zagora Vainqueur de la coupe de Bulgarie 2009-2010 - FK Baumit Jablonec 2e de République tchèque 2009-2010 - FC Viktoria Plzeň Vainqueur de la coupe de la République tchèque 2009-2010 - Aalesunds FK Vainqueur de la coupe de Norvège 2009 - Sturm Graz Vainqueur de la coupe d'Autriche 2009-2010 - Étoile rouge de Belgrade Vainqueur de la coupe de Serbie 2009-2010 - Maccabi Haïfa 2e d'Israël en 2009-2010 - Apollon Limassol Vainqueur de la coupe de Chypre 2009-2010 - IFK Göteborg 2e de Suède en 2009 - Slovan Bratislava Vainqueur de la coupe de Slovaquie 2009-2010 - Jagiellonia Białystok Vainqueur de la coupe de Pologne 2009-2010 - Hajduk Split Vainqueur de la coupe de Croatie 2009-2010 - Inter Turku Vainqueur de la coupe de Finlande 2009 | - OB Odense 2e du Danemark en 2009-2010 - CSKA Sofia 2e de Bulgarie 2009-2010 - Beroe Stara Zagora Vainqueur de la coupe de Bulgarie 2009-2010 - FK Baumit Jablonec 2e de République tchèque 2009-2010 - FC Viktoria Plzeň Vainqueur de la coupe de la République tchèque 2009-2010 - Aalesunds FK Vainqueur de la coupe de Norvège 2009 - Sturm Graz Vainqueur de la coupe d'Autriche 2009-2010 - Étoile rouge de Belgrade Vainqueur de la coupe de Serbie 2009-2010 - Maccabi Haïfa 2e d'Israël en 2009-2010 - Apollon Limassol Vainqueur de la coupe de Chypre 2009-2010 - IFK Göteborg 2e de Suède en 2009 - Slovan Bratislava Vainqueur de la coupe de Slovaquie 2009-2010 - Jagiellonia Białystok Vainqueur de la coupe de Pologne 2009-2010 - Hajduk Split Vainqueur de la coupe de Croatie 2009-2010 - Inter Turku Vainqueur de la coupe de Finlande 2009 | - OB Odense 2e du Danemark en 2009-2010 - CSKA Sofia 2e de Bulgarie 2009-2010 - Beroe Stara Zagora Vainqueur de la coupe de Bulgarie 2009-2010 - FK Baumit Jablonec 2e de République tchèque 2009-2010 - FC Viktoria Plzeň Vainqueur de la coupe de la République tchèque 2009-2010 - Aalesunds FK Vainqueur de la coupe de Norvège 2009 - Sturm Graz Vainqueur de la coupe d'Autriche 2009-2010 - Étoile rouge de Belgrade Vainqueur de la coupe de Serbie 2009-2010 - Maccabi Haïfa 2e d'Israël en 2009-2010 - Apollon Limassol Vainqueur de la coupe de Chypre 2009-2010 - IFK Göteborg 2e de Suède en 2009 - Slovan Bratislava Vainqueur de la coupe de Slovaquie 2009-2010 - Jagiellonia Białystok Vainqueur de la coupe de Pologne 2009-2010 - Hajduk Split Vainqueur de la coupe de Croatie 2009-2010 - Inter Turku Vainqueur de la coupe de Finlande 2009 | - OB Odense 2e du Danemark en 2009-2010 - CSKA Sofia 2e de Bulgarie 2009-2010 - Beroe Stara Zagora Vainqueur de la coupe de Bulgarie 2009-2010 - FK Baumit Jablonec 2e de République tchèque 2009-2010 - FC Viktoria Plzeň Vainqueur de la coupe de la République tchèque 2009-2010 - Aalesunds FK Vainqueur de la coupe de Norvège 2009 - Sturm Graz Vainqueur de la coupe d'Autriche 2009-2010 - Étoile rouge de Belgrade Vainqueur de la coupe de Serbie 2009-2010 - Maccabi Haïfa 2e d'Israël en 2009-2010 - Apollon Limassol Vainqueur de la coupe de Chypre 2009-2010 - IFK Göteborg 2e de Suède en 2009 - Slovan Bratislava Vainqueur de la coupe de Slovaquie 2009-2010 - Jagiellonia Białystok Vainqueur de la coupe de Pologne 2009-2010 - Hajduk Split Vainqueur de la coupe de Croatie 2009-2010 - Inter Turku Vainqueur de la coupe de Finlande 2009 | - OB Odense 2e du Danemark en 2009-2010 - CSKA Sofia 2e de Bulgarie 2009-2010 - Beroe Stara Zagora Vainqueur de la coupe de Bulgarie 2009-2010 - FK Baumit Jablonec 2e de République tchèque 2009-2010 - FC Viktoria Plzeň Vainqueur de la coupe de la République tchèque 2009-2010 - Aalesunds FK Vainqueur de la coupe de Norvège 2009 - Sturm Graz Vainqueur de la coupe d'Autriche 2009-2010 - Étoile rouge de Belgrade Vainqueur de la coupe de Serbie 2009-2010 - Maccabi Haïfa 2e d'Israël en 2009-2010 - Apollon Limassol Vainqueur de la coupe de Chypre 2009-2010 - IFK Göteborg 2e de Suède en 2009 - Slovan Bratislava Vainqueur de la coupe de Slovaquie 2009-2010 - Jagiellonia Białystok Vainqueur de la coupe de Pologne 2009-2010 - Hajduk Split Vainqueur de la coupe de Croatie 2009-2010 - Inter Turku Vainqueur de la coupe de Finlande 2009 | - OB Odense 2e du Danemark en 2009-2010 - CSKA Sofia 2e de Bulgarie 2009-2010 - Beroe Stara Zagora Vainqueur de la coupe de Bulgarie 2009-2010 - FK Baumit Jablonec 2e de République tchèque 2009-2010 - FC Viktoria Plzeň Vainqueur de la coupe de la République tchèque 2009-2010 - Aalesunds FK Vainqueur de la coupe de Norvège 2009 - Sturm Graz Vainqueur de la coupe d'Autriche 2009-2010 - Étoile rouge de Belgrade Vainqueur de la coupe de Serbie 2009-2010 - Maccabi Haïfa 2e d'Israël en 2009-2010 - Apollon Limassol Vainqueur de la coupe de Chypre 2009-2010 - IFK Göteborg 2e de Suède en 2009 - Slovan Bratislava Vainqueur de la coupe de Slovaquie 2009-2010 - Jagiellonia Białystok Vainqueur de la coupe de Pologne 2009-2010 - Hajduk Split Vainqueur de la coupe de Croatie 2009-2010 - Inter Turku Vainqueur de la coupe de Finlande 2009 |
| Deuxième tour de qualification | | | | | | | | | | | | | | | |
| - Karpaty Lviv 5e d'Ukraine en 2009-2010 - FC Utrecht Vainqueur des barrages aux Pays-Bas en 2009-2010 - Dinamo Bucarest 6e de Roumanie en 2009-2010 - CS Marítimo 5e du Portugal en 2009-2010 - Beşiktaş 4e de Turquie en 2009-2010 - Olympiakos 4e des barrages en Grèce en 2009-2010 - Motherwell 5e d'Écosse en 2009-2010 - Cercle Bruges Finaliste de la coupe de Belgique 2009-2010 - FC Lausanne-Sport Finaliste de la Coupe de Suisse 2009-2010 - Brøndby IF 3e du Danemark en 2009-2010 - Levski Sofia 3e de Bulgarie 2009-2010 - Banik Ostrava 3e de République tchèque 2009-2010 - Molde FK 2e de Norvège en 2009 - Stabæk 3e de Norvège en 2009 - Austria Vienne 2e d'Autriche en 2009-2010 - Rapid Vienne 3e d'Autriche en 2009-2010 - OFK Belgrade 3e de Serbie en 2009-2010 - FK Spartak Zlatibor Voda 4e de Serbie en 2009-2010 - Maccabi Tel-Aviv 3e d'Israël en 2009-2010 - APOEL Nicosie 2e de Chypre en 2009-2010 - IF Elfsborg 3e de Suède en 2009 - FK Dukla Banská Bystrica 3e de Slovaquie en 2009-2010 - Wisła Cracovie 2e de Pologne en 2009-2010 - HNK Cibalia 3e de Croatie en 2009-2010 - Honka 2e de Finlande 2009 - Sūduva Marijampolė 3e de Lituanie 2009 - FK Šiauliai 4e de Lituanie 2009 | - Karpaty Lviv 5e d'Ukraine en 2009-2010 - FC Utrecht Vainqueur des barrages aux Pays-Bas en 2009-2010 - Dinamo Bucarest 6e de Roumanie en 2009-2010 - CS Marítimo 5e du Portugal en 2009-2010 - Beşiktaş 4e de Turquie en 2009-2010 - Olympiakos 4e des barrages en Grèce en 2009-2010 - Motherwell 5e d'Écosse en 2009-2010 - Cercle Bruges Finaliste de la coupe de Belgique 2009-2010 - FC Lausanne-Sport Finaliste de la Coupe de Suisse 2009-2010 - Brøndby IF 3e du Danemark en 2009-2010 - Levski Sofia 3e de Bulgarie 2009-2010 - Banik Ostrava 3e de République tchèque 2009-2010 - Molde FK 2e de Norvège en 2009 - Stabæk 3e de Norvège en 2009 - Austria Vienne 2e d'Autriche en 2009-2010 - Rapid Vienne 3e d'Autriche en 2009-2010 - OFK Belgrade 3e de Serbie en 2009-2010 - FK Spartak Zlatibor Voda 4e de Serbie en 2009-2010 - Maccabi Tel-Aviv 3e d'Israël en 2009-2010 - APOEL Nicosie 2e de Chypre en 2009-2010 - IF Elfsborg 3e de Suède en 2009 - FK Dukla Banská Bystrica 3e de Slovaquie en 2009-2010 - Wisła Cracovie 2e de Pologne en 2009-2010 - HNK Cibalia 3e de Croatie en 2009-2010 - Honka 2e de Finlande 2009 - Sūduva Marijampolė 3e de Lituanie 2009 - FK Šiauliai 4e de Lituanie 2009 | - Karpaty Lviv 5e d'Ukraine en 2009-2010 - FC Utrecht Vainqueur des barrages aux Pays-Bas en 2009-2010 - Dinamo Bucarest 6e de Roumanie en 2009-2010 - CS Marítimo 5e du Portugal en 2009-2010 - Beşiktaş 4e de Turquie en 2009-2010 - Olympiakos 4e des barrages en Grèce en 2009-2010 - Motherwell 5e d'Écosse en 2009-2010 - Cercle Bruges Finaliste de la coupe de Belgique 2009-2010 - FC Lausanne-Sport Finaliste de la Coupe de Suisse 2009-2010 - Brøndby IF 3e du Danemark en 2009-2010 - Levski Sofia 3e de Bulgarie 2009-2010 - Banik Ostrava 3e de République tchèque 2009-2010 - Molde FK 2e de Norvège en 2009 - Stabæk 3e de Norvège en 2009 - Austria Vienne 2e d'Autriche en 2009-2010 - Rapid Vienne 3e d'Autriche en 2009-2010 - OFK Belgrade 3e de Serbie en 2009-2010 - FK Spartak Zlatibor Voda 4e de Serbie en 2009-2010 - Maccabi Tel-Aviv 3e d'Israël en 2009-2010 - APOEL Nicosie 2e de Chypre en 2009-2010 - IF Elfsborg 3e de Suède en 2009 - FK Dukla Banská Bystrica 3e de Slovaquie en 2009-2010 - Wisła Cracovie 2e de Pologne en 2009-2010 - HNK Cibalia 3e de Croatie en 2009-2010 - Honka 2e de Finlande 2009 - Sūduva Marijampolė 3e de Lituanie 2009 - FK Šiauliai 4e de Lituanie 2009 | - Karpaty Lviv 5e d'Ukraine en 2009-2010 - FC Utrecht Vainqueur des barrages aux Pays-Bas en 2009-2010 - Dinamo Bucarest 6e de Roumanie en 2009-2010 - CS Marítimo 5e du Portugal en 2009-2010 - Beşiktaş 4e de Turquie en 2009-2010 - Olympiakos 4e des barrages en Grèce en 2009-2010 - Motherwell 5e d'Écosse en 2009-2010 - Cercle Bruges Finaliste de la coupe de Belgique 2009-2010 - FC Lausanne-Sport Finaliste de la Coupe de Suisse 2009-2010 - Brøndby IF 3e du Danemark en 2009-2010 - Levski Sofia 3e de Bulgarie 2009-2010 - Banik Ostrava 3e de République tchèque 2009-2010 - Molde FK 2e de Norvège en 2009 - Stabæk 3e de Norvège en 2009 - Austria Vienne 2e d'Autriche en 2009-2010 - Rapid Vienne 3e d'Autriche en 2009-2010 - OFK Belgrade 3e de Serbie en 2009-2010 - FK Spartak Zlatibor Voda 4e de Serbie en 2009-2010 - Maccabi Tel-Aviv 3e d'Israël en 2009-2010 - APOEL Nicosie 2e de Chypre en 2009-2010 - IF Elfsborg 3e de Suède en 2009 - FK Dukla Banská Bystrica 3e de Slovaquie en 2009-2010 - Wisła Cracovie 2e de Pologne en 2009-2010 - HNK Cibalia 3e de Croatie en 2009-2010 - Honka 2e de Finlande 2009 - Sūduva Marijampolė 3e de Lituanie 2009 - FK Šiauliai 4e de Lituanie 2009 | - Karpaty Lviv 5e d'Ukraine en 2009-2010 - FC Utrecht Vainqueur des barrages aux Pays-Bas en 2009-2010 - Dinamo Bucarest 6e de Roumanie en 2009-2010 - CS Marítimo 5e du Portugal en 2009-2010 - Beşiktaş 4e de Turquie en 2009-2010 - Olympiakos 4e des barrages en Grèce en 2009-2010 - Motherwell 5e d'Écosse en 2009-2010 - Cercle Bruges Finaliste de la coupe de Belgique 2009-2010 - FC Lausanne-Sport Finaliste de la Coupe de Suisse 2009-2010 - Brøndby IF 3e du Danemark en 2009-2010 - Levski Sofia 3e de Bulgarie 2009-2010 - Banik Ostrava 3e de République tchèque 2009-2010 - Molde FK 2e de Norvège en 2009 - Stabæk 3e de Norvège en 2009 - Austria Vienne 2e d'Autriche en 2009-2010 - Rapid Vienne 3e d'Autriche en 2009-2010 - OFK Belgrade 3e de Serbie en 2009-2010 - FK Spartak Zlatibor Voda 4e de Serbie en 2009-2010 - Maccabi Tel-Aviv 3e d'Israël en 2009-2010 - APOEL Nicosie 2e de Chypre en 2009-2010 - IF Elfsborg 3e de Suède en 2009 - FK Dukla Banská Bystrica 3e de Slovaquie en 2009-2010 - Wisła Cracovie 2e de Pologne en 2009-2010 - HNK Cibalia 3e de Croatie en 2009-2010 - Honka 2e de Finlande 2009 - Sūduva Marijampolė 3e de Lituanie 2009 - FK Šiauliai 4e de Lituanie 2009 | - Karpaty Lviv 5e d'Ukraine en 2009-2010 - FC Utrecht Vainqueur des barrages aux Pays-Bas en 2009-2010 - Dinamo Bucarest 6e de Roumanie en 2009-2010 - CS Marítimo 5e du Portugal en 2009-2010 - Beşiktaş 4e de Turquie en 2009-2010 - Olympiakos 4e des barrages en Grèce en 2009-2010 - Motherwell 5e d'Écosse en 2009-2010 - Cercle Bruges Finaliste de la coupe de Belgique 2009-2010 - FC Lausanne-Sport Finaliste de la Coupe de Suisse 2009-2010 - Brøndby IF 3e du Danemark en 2009-2010 - Levski Sofia 3e de Bulgarie 2009-2010 - Banik Ostrava 3e de République tchèque 2009-2010 - Molde FK 2e de Norvège en 2009 - Stabæk 3e de Norvège en 2009 - Austria Vienne 2e d'Autriche en 2009-2010 - Rapid Vienne 3e d'Autriche en 2009-2010 - OFK Belgrade 3e de Serbie en 2009-2010 - FK Spartak Zlatibor Voda 4e de Serbie en 2009-2010 - Maccabi Tel-Aviv 3e d'Israël en 2009-2010 - APOEL Nicosie 2e de Chypre en 2009-2010 - IF Elfsborg 3e de Suède en 2009 - FK Dukla Banská Bystrica 3e de Slovaquie en 2009-2010 - Wisła Cracovie 2e de Pologne en 2009-2010 - HNK Cibalia 3e de Croatie en 2009-2010 - Honka 2e de Finlande 2009 - Sūduva Marijampolė 3e de Lituanie 2009 - FK Šiauliai 4e de Lituanie 2009 | - Karpaty Lviv 5e d'Ukraine en 2009-2010 - FC Utrecht Vainqueur des barrages aux Pays-Bas en 2009-2010 - Dinamo Bucarest 6e de Roumanie en 2009-2010 - CS Marítimo 5e du Portugal en 2009-2010 - Beşiktaş 4e de Turquie en 2009-2010 - Olympiakos 4e des barrages en Grèce en 2009-2010 - Motherwell 5e d'Écosse en 2009-2010 - Cercle Bruges Finaliste de la coupe de Belgique 2009-2010 - FC Lausanne-Sport Finaliste de la Coupe de Suisse 2009-2010 - Brøndby IF 3e du Danemark en 2009-2010 - Levski Sofia 3e de Bulgarie 2009-2010 - Banik Ostrava 3e de République tchèque 2009-2010 - Molde FK 2e de Norvège en 2009 - Stabæk 3e de Norvège en 2009 - Austria Vienne 2e d'Autriche en 2009-2010 - Rapid Vienne 3e d'Autriche en 2009-2010 - OFK Belgrade 3e de Serbie en 2009-2010 - FK Spartak Zlatibor Voda 4e de Serbie en 2009-2010 - Maccabi Tel-Aviv 3e d'Israël en 2009-2010 - APOEL Nicosie 2e de Chypre en 2009-2010 - IF Elfsborg 3e de Suède en 2009 - FK Dukla Banská Bystrica 3e de Slovaquie en 2009-2010 - Wisła Cracovie 2e de Pologne en 2009-2010 - HNK Cibalia 3e de Croatie en 2009-2010 - Honka 2e de Finlande 2009 - Sūduva Marijampolė 3e de Lituanie 2009 - FK Šiauliai 4e de Lituanie 2009 | - Karpaty Lviv 5e d'Ukraine en 2009-2010 - FC Utrecht Vainqueur des barrages aux Pays-Bas en 2009-2010 - Dinamo Bucarest 6e de Roumanie en 2009-2010 - CS Marítimo 5e du Portugal en 2009-2010 - Beşiktaş 4e de Turquie en 2009-2010 - Olympiakos 4e des barrages en Grèce en 2009-2010 - Motherwell 5e d'Écosse en 2009-2010 - Cercle Bruges Finaliste de la coupe de Belgique 2009-2010 - FC Lausanne-Sport Finaliste de la Coupe de Suisse 2009-2010 - Brøndby IF 3e du Danemark en 2009-2010 - Levski Sofia 3e de Bulgarie 2009-2010 - Banik Ostrava 3e de République tchèque 2009-2010 - Molde FK 2e de Norvège en 2009 - Stabæk 3e de Norvège en 2009 - Austria Vienne 2e d'Autriche en 2009-2010 - Rapid Vienne 3e d'Autriche en 2009-2010 - OFK Belgrade 3e de Serbie en 2009-2010 - FK Spartak Zlatibor Voda 4e de Serbie en 2009-2010 - Maccabi Tel-Aviv 3e d'Israël en 2009-2010 - APOEL Nicosie 2e de Chypre en 2009-2010 - IF Elfsborg 3e de Suède en 2009 - FK Dukla Banská Bystrica 3e de Slovaquie en 2009-2010 - Wisła Cracovie 2e de Pologne en 2009-2010 - HNK Cibalia 3e de Croatie en 2009-2010 - Honka 2e de Finlande 2009 - Sūduva Marijampolė 3e de Lituanie 2009 - FK Šiauliai 4e de Lituanie 2009 | - Sporting Fingal Vainqueur de la coupe d'Irlande 2009 - Shamrock Rovers 2e d'Irlande en 2009 - FK Jelgava Vainqueur de la coupe de Lettonie 2009-2010 - FK Ventspils 2e de Lettonie 2009 - NK Maribor Vainqueur de la coupe de Slovénie 2009-2010 - ND Gorica 3e de Slovénie 2009-2010 - Dynamo Minsk 2e de Biélorussie 2009 - FK Borac Banja Luka Vainqueur de la coupe de Bosnie-Herzégovine 2009-2010 - Videoton FC 2e de Hongrie 2009-2010 - Breiðablik Vainqueur de la coupe d'Islande 2009 - FC Iskra-Stali Rîbniţa 2e de Moldavie en 2009-2010 - WIT Georgia Tbilissi Vainqueur de la coupe de Géorgie 2009-2010 - FC Vaduz Vainqueur de la coupe du Liechtenstein 2009-2010 - FK Teteks Tetovo Vainqueur de la coupe de Macédoine 2009-2010 - FK Bakou Vainqueur de la coupe d'Azerbaïdjan 2009-2010 - JK Sillamäe Kalev 2e d'Estonie en 2009 - KS Besa Kavajë Vainqueur de la coupe d'Albanie 2009-2010 - FK Atyrau Vainqueur de la coupe du Kazakhstan 2009 - Mika Erevan 2e d'Arménie en 2009 - Bangor City Vainqueur de la coupe du Pays de Galles 2009-2010 - Cliftonville 2e d'Irlande du Nord en 2009-2010 - Víkingur Gøta Vainqueur de la coupe des Îles Féroé 2009 - FC Differdange 03 Vainqueur de la coupe du Luxembourg 2009-2010 - Buducnost Podgorica 2e du Monténégro en 2009-2010 - UE Sant Julià Vainqueur de la coupe d'Andorre 2010 - Valletta FC Vainqueur de la coupe de Malte 2009-2010 - SP Tre Penne 2e de Saint-Marin 2009-2010 | - Sporting Fingal Vainqueur de la coupe d'Irlande 2009 - Shamrock Rovers 2e d'Irlande en 2009 - FK Jelgava Vainqueur de la coupe de Lettonie 2009-2010 - FK Ventspils 2e de Lettonie 2009 - NK Maribor Vainqueur de la coupe de Slovénie 2009-2010 - ND Gorica 3e de Slovénie 2009-2010 - Dynamo Minsk 2e de Biélorussie 2009 - FK Borac Banja Luka Vainqueur de la coupe de Bosnie-Herzégovine 2009-2010 - Videoton FC 2e de Hongrie 2009-2010 - Breiðablik Vainqueur de la coupe d'Islande 2009 - FC Iskra-Stali Rîbniţa 2e de Moldavie en 2009-2010 - WIT Georgia Tbilissi Vainqueur de la coupe de Géorgie 2009-2010 - FC Vaduz Vainqueur de la coupe du Liechtenstein 2009-2010 - FK Teteks Tetovo Vainqueur de la coupe de Macédoine 2009-2010 - FK Bakou Vainqueur de la coupe d'Azerbaïdjan 2009-2010 - JK Sillamäe Kalev 2e d'Estonie en 2009 - KS Besa Kavajë Vainqueur de la coupe d'Albanie 2009-2010 - FK Atyrau Vainqueur de la coupe du Kazakhstan 2009 - Mika Erevan 2e d'Arménie en 2009 - Bangor City Vainqueur de la coupe du Pays de Galles 2009-2010 - Cliftonville 2e d'Irlande du Nord en 2009-2010 - Víkingur Gøta Vainqueur de la coupe des Îles Féroé 2009 - FC Differdange 03 Vainqueur de la coupe du Luxembourg 2009-2010 - Buducnost Podgorica 2e du Monténégro en 2009-2010 - UE Sant Julià Vainqueur de la coupe d'Andorre 2010 - Valletta FC Vainqueur de la coupe de Malte 2009-2010 - SP Tre Penne 2e de Saint-Marin 2009-2010 | - Sporting Fingal Vainqueur de la coupe d'Irlande 2009 - Shamrock Rovers 2e d'Irlande en 2009 - FK Jelgava Vainqueur de la coupe de Lettonie 2009-2010 - FK Ventspils 2e de Lettonie 2009 - NK Maribor Vainqueur de la coupe de Slovénie 2009-2010 - ND Gorica 3e de Slovénie 2009-2010 - Dynamo Minsk 2e de Biélorussie 2009 - FK Borac Banja Luka Vainqueur de la coupe de Bosnie-Herzégovine 2009-2010 - Videoton FC 2e de Hongrie 2009-2010 - Breiðablik Vainqueur de la coupe d'Islande 2009 - FC Iskra-Stali Rîbniţa 2e de Moldavie en 2009-2010 - WIT Georgia Tbilissi Vainqueur de la coupe de Géorgie 2009-2010 - FC Vaduz Vainqueur de la coupe du Liechtenstein 2009-2010 - FK Teteks Tetovo Vainqueur de la coupe de Macédoine 2009-2010 - FK Bakou Vainqueur de la coupe d'Azerbaïdjan 2009-2010 - JK Sillamäe Kalev 2e d'Estonie en 2009 - KS Besa Kavajë Vainqueur de la coupe d'Albanie 2009-2010 - FK Atyrau Vainqueur de la coupe du Kazakhstan 2009 - Mika Erevan 2e d'Arménie en 2009 - Bangor City Vainqueur de la coupe du Pays de Galles 2009-2010 - Cliftonville 2e d'Irlande du Nord en 2009-2010 - Víkingur Gøta Vainqueur de la coupe des Îles Féroé 2009 - FC Differdange 03 Vainqueur de la coupe du Luxembourg 2009-2010 - Buducnost Podgorica 2e du Monténégro en 2009-2010 - UE Sant Julià Vainqueur de la coupe d'Andorre 2010 - Valletta FC Vainqueur de la coupe de Malte 2009-2010 - SP Tre Penne 2e de Saint-Marin 2009-2010 | - Sporting Fingal Vainqueur de la coupe d'Irlande 2009 - Shamrock Rovers 2e d'Irlande en 2009 - FK Jelgava Vainqueur de la coupe de Lettonie 2009-2010 - FK Ventspils 2e de Lettonie 2009 - NK Maribor Vainqueur de la coupe de Slovénie 2009-2010 - ND Gorica 3e de Slovénie 2009-2010 - Dynamo Minsk 2e de Biélorussie 2009 - FK Borac Banja Luka Vainqueur de la coupe de Bosnie-Herzégovine 2009-2010 - Videoton FC 2e de Hongrie 2009-2010 - Breiðablik Vainqueur de la coupe d'Islande 2009 - FC Iskra-Stali Rîbniţa 2e de Moldavie en 2009-2010 - WIT Georgia Tbilissi Vainqueur de la coupe de Géorgie 2009-2010 - FC Vaduz Vainqueur de la coupe du Liechtenstein 2009-2010 - FK Teteks Tetovo Vainqueur de la coupe de Macédoine 2009-2010 - FK Bakou Vainqueur de la coupe d'Azerbaïdjan 2009-2010 - JK Sillamäe Kalev 2e d'Estonie en 2009 - KS Besa Kavajë Vainqueur de la coupe d'Albanie 2009-2010 - FK Atyrau Vainqueur de la coupe du Kazakhstan 2009 - Mika Erevan 2e d'Arménie en 2009 - Bangor City Vainqueur de la coupe du Pays de Galles 2009-2010 - Cliftonville 2e d'Irlande du Nord en 2009-2010 - Víkingur Gøta Vainqueur de la coupe des Îles Féroé 2009 - FC Differdange 03 Vainqueur de la coupe du Luxembourg 2009-2010 - Buducnost Podgorica 2e du Monténégro en 2009-2010 - UE Sant Julià Vainqueur de la coupe d'Andorre 2010 - Valletta FC Vainqueur de la coupe de Malte 2009-2010 - SP Tre Penne 2e de Saint-Marin 2009-2010 | - Sporting Fingal Vainqueur de la coupe d'Irlande 2009 - Shamrock Rovers 2e d'Irlande en 2009 - FK Jelgava Vainqueur de la coupe de Lettonie 2009-2010 - FK Ventspils 2e de Lettonie 2009 - NK Maribor Vainqueur de la coupe de Slovénie 2009-2010 - ND Gorica 3e de Slovénie 2009-2010 - Dynamo Minsk 2e de Biélorussie 2009 - FK Borac Banja Luka Vainqueur de la coupe de Bosnie-Herzégovine 2009-2010 - Videoton FC 2e de Hongrie 2009-2010 - Breiðablik Vainqueur de la coupe d'Islande 2009 - FC Iskra-Stali Rîbniţa 2e de Moldavie en 2009-2010 - WIT Georgia Tbilissi Vainqueur de la coupe de Géorgie 2009-2010 - FC Vaduz Vainqueur de la coupe du Liechtenstein 2009-2010 - FK Teteks Tetovo Vainqueur de la coupe de Macédoine 2009-2010 - FK Bakou Vainqueur de la coupe d'Azerbaïdjan 2009-2010 - JK Sillamäe Kalev 2e d'Estonie en 2009 - KS Besa Kavajë Vainqueur de la coupe d'Albanie 2009-2010 - FK Atyrau Vainqueur de la coupe du Kazakhstan 2009 - Mika Erevan 2e d'Arménie en 2009 - Bangor City Vainqueur de la coupe du Pays de Galles 2009-2010 - Cliftonville 2e d'Irlande du Nord en 2009-2010 - Víkingur Gøta Vainqueur de la coupe des Îles Féroé 2009 - FC Differdange 03 Vainqueur de la coupe du Luxembourg 2009-2010 - Buducnost Podgorica 2e du Monténégro en 2009-2010 - UE Sant Julià Vainqueur de la coupe d'Andorre 2010 - Valletta FC Vainqueur de la coupe de Malte 2009-2010 - SP Tre Penne 2e de Saint-Marin 2009-2010 | - Sporting Fingal Vainqueur de la coupe d'Irlande 2009 - Shamrock Rovers 2e d'Irlande en 2009 - FK Jelgava Vainqueur de la coupe de Lettonie 2009-2010 - FK Ventspils 2e de Lettonie 2009 - NK Maribor Vainqueur de la coupe de Slovénie 2009-2010 - ND Gorica 3e de Slovénie 2009-2010 - Dynamo Minsk 2e de Biélorussie 2009 - FK Borac Banja Luka Vainqueur de la coupe de Bosnie-Herzégovine 2009-2010 - Videoton FC 2e de Hongrie 2009-2010 - Breiðablik Vainqueur de la coupe d'Islande 2009 - FC Iskra-Stali Rîbniţa 2e de Moldavie en 2009-2010 - WIT Georgia Tbilissi Vainqueur de la coupe de Géorgie 2009-2010 - FC Vaduz Vainqueur de la coupe du Liechtenstein 2009-2010 - FK Teteks Tetovo Vainqueur de la coupe de Macédoine 2009-2010 - FK Bakou Vainqueur de la coupe d'Azerbaïdjan 2009-2010 - JK Sillamäe Kalev 2e d'Estonie en 2009 - KS Besa Kavajë Vainqueur de la coupe d'Albanie 2009-2010 - FK Atyrau Vainqueur de la coupe du Kazakhstan 2009 - Mika Erevan 2e d'Arménie en 2009 - Bangor City Vainqueur de la coupe du Pays de Galles 2009-2010 - Cliftonville 2e d'Irlande du Nord en 2009-2010 - Víkingur Gøta Vainqueur de la coupe des Îles Féroé 2009 - FC Differdange 03 Vainqueur de la coupe du Luxembourg 2009-2010 - Buducnost Podgorica 2e du Monténégro en 2009-2010 - UE Sant Julià Vainqueur de la coupe d'Andorre 2010 - Valletta FC Vainqueur de la coupe de Malte 2009-2010 - SP Tre Penne 2e de Saint-Marin 2009-2010 | - Sporting Fingal Vainqueur de la coupe d'Irlande 2009 - Shamrock Rovers 2e d'Irlande en 2009 - FK Jelgava Vainqueur de la coupe de Lettonie 2009-2010 - FK Ventspils 2e de Lettonie 2009 - NK Maribor Vainqueur de la coupe de Slovénie 2009-2010 - ND Gorica 3e de Slovénie 2009-2010 - Dynamo Minsk 2e de Biélorussie 2009 - FK Borac Banja Luka Vainqueur de la coupe de Bosnie-Herzégovine 2009-2010 - Videoton FC 2e de Hongrie 2009-2010 - Breiðablik Vainqueur de la coupe d'Islande 2009 - FC Iskra-Stali Rîbniţa 2e de Moldavie en 2009-2010 - WIT Georgia Tbilissi Vainqueur de la coupe de Géorgie 2009-2010 - FC Vaduz Vainqueur de la coupe du Liechtenstein 2009-2010 - FK Teteks Tetovo Vainqueur de la coupe de Macédoine 2009-2010 - FK Bakou Vainqueur de la coupe d'Azerbaïdjan 2009-2010 - JK Sillamäe Kalev 2e d'Estonie en 2009 - KS Besa Kavajë Vainqueur de la coupe d'Albanie 2009-2010 - FK Atyrau Vainqueur de la coupe du Kazakhstan 2009 - Mika Erevan 2e d'Arménie en 2009 - Bangor City Vainqueur de la coupe du Pays de Galles 2009-2010 - Cliftonville 2e d'Irlande du Nord en 2009-2010 - Víkingur Gøta Vainqueur de la coupe des Îles Féroé 2009 - FC Differdange 03 Vainqueur de la coupe du Luxembourg 2009-2010 - Buducnost Podgorica 2e du Monténégro en 2009-2010 - UE Sant Julià Vainqueur de la coupe d'Andorre 2010 - Valletta FC Vainqueur de la coupe de Malte 2009-2010 - SP Tre Penne 2e de Saint-Marin 2009-2010 | - Sporting Fingal Vainqueur de la coupe d'Irlande 2009 - Shamrock Rovers 2e d'Irlande en 2009 - FK Jelgava Vainqueur de la coupe de Lettonie 2009-2010 - FK Ventspils 2e de Lettonie 2009 - NK Maribor Vainqueur de la coupe de Slovénie 2009-2010 - ND Gorica 3e de Slovénie 2009-2010 - Dynamo Minsk 2e de Biélorussie 2009 - FK Borac Banja Luka Vainqueur de la coupe de Bosnie-Herzégovine 2009-2010 - Videoton FC 2e de Hongrie 2009-2010 - Breiðablik Vainqueur de la coupe d'Islande 2009 - FC Iskra-Stali Rîbniţa 2e de Moldavie en 2009-2010 - WIT Georgia Tbilissi Vainqueur de la coupe de Géorgie 2009-2010 - FC Vaduz Vainqueur de la coupe du Liechtenstein 2009-2010 - FK Teteks Tetovo Vainqueur de la coupe de Macédoine 2009-2010 - FK Bakou Vainqueur de la coupe d'Azerbaïdjan 2009-2010 - JK Sillamäe Kalev 2e d'Estonie en 2009 - KS Besa Kavajë Vainqueur de la coupe d'Albanie 2009-2010 - FK Atyrau Vainqueur de la coupe du Kazakhstan 2009 - Mika Erevan 2e d'Arménie en 2009 - Bangor City Vainqueur de la coupe du Pays de Galles 2009-2010 - Cliftonville 2e d'Irlande du Nord en 2009-2010 - Víkingur Gøta Vainqueur de la coupe des Îles Féroé 2009 - FC Differdange 03 Vainqueur de la coupe du Luxembourg 2009-2010 - Buducnost Podgorica 2e du Monténégro en 2009-2010 - UE Sant Julià Vainqueur de la coupe d'Andorre 2010 - Valletta FC Vainqueur de la coupe de Malte 2009-2010 - SP Tre Penne 2e de Saint-Marin 2009-2010 |
| Premier tour de qualification | | | | | | | | | | | | | | | |
| - Gefle IF Prix du fair play UEFA - Randers FC Prix du fair play UEFA - MyPa 47 Prix du fair play UEFA - Bnei Yehoudah 4e d'Israël en 2009-2010 - Anorthosis Famagouste 3e de Chypre en 2009-2010 - Kalmar FF 4e de Suède en 2009 - FC Nitra 4e de Slovaquie 2009-2010 - Ruch Chorzów 3e de Pologne en 2009-2010 - HNK Šibenik 4e de Croatie en 2009-2010 - TPS 3e de Finlande 2009 - FK Tauras Tauragé 5e de Lituanie en 2009 - Dundalk 5e d'Irlande en 2009 - Skonto Riga 3e de Lettonie 2009 - Olimpija Ljubljana 4e de Slovénie 2009-2010 - FK Dnepr Moguilev 3e de Biélorussie 2009 - Torpedo Jodzina Finaliste de la coupe de Biélorussie 2009-2010 - NK Široki Brijeg 2e de Bosnie-Herzégovine 2009-2010 - HŠK Zrinjski Mostar 4e de Bosnie-Herzégovine 2009-2010 - Győr ETO FC 3e de Hongrie 2009-2010 - Zalaegerszeg TE FC Finaliste de la coupe de Hongrie 2009-2010 - KR Reykjavík 2e d'Islande en 2009 - Fylkir Reykjavík 3e d'Islande en 2009 - FC Olimpia Bălţi 3e de Moldavie en 2009-2010 - FC Dacia Chişinău Finaliste de la coupe de Moldavie 2009-2010 - FC Dinamo Tbilissi 2e de Géorgie 2009-2010 - FC Zestafoni 3e de Géorgie 2009-2010                                                               | - Gefle IF Prix du fair play UEFA - Randers FC Prix du fair play UEFA - MyPa 47 Prix du fair play UEFA - Bnei Yehoudah 4e d'Israël en 2009-2010 - Anorthosis Famagouste 3e de Chypre en 2009-2010 - Kalmar FF 4e de Suède en 2009 - FC Nitra 4e de Slovaquie 2009-2010 - Ruch Chorzów 3e de Pologne en 2009-2010 - HNK Šibenik 4e de Croatie en 2009-2010 - TPS 3e de Finlande 2009 - FK Tauras Tauragé 5e de Lituanie en 2009 - Dundalk 5e d'Irlande en 2009 - Skonto Riga 3e de Lettonie 2009 - Olimpija Ljubljana 4e de Slovénie 2009-2010 - FK Dnepr Moguilev 3e de Biélorussie 2009 - Torpedo Jodzina Finaliste de la coupe de Biélorussie 2009-2010 - NK Široki Brijeg 2e de Bosnie-Herzégovine 2009-2010 - HŠK Zrinjski Mostar 4e de Bosnie-Herzégovine 2009-2010 - Győr ETO FC 3e de Hongrie 2009-2010 - Zalaegerszeg TE FC Finaliste de la coupe de Hongrie 2009-2010 - KR Reykjavík 2e d'Islande en 2009 - Fylkir Reykjavík 3e d'Islande en 2009 - FC Olimpia Bălţi 3e de Moldavie en 2009-2010 - FC Dacia Chişinău Finaliste de la coupe de Moldavie 2009-2010 - FC Dinamo Tbilissi 2e de Géorgie 2009-2010 - FC Zestafoni 3e de Géorgie 2009-2010                                                               | - Gefle IF Prix du fair play UEFA - Randers FC Prix du fair play UEFA - MyPa 47 Prix du fair play UEFA - Bnei Yehoudah 4e d'Israël en 2009-2010 - Anorthosis Famagouste 3e de Chypre en 2009-2010 - Kalmar FF 4e de Suède en 2009 - FC Nitra 4e de Slovaquie 2009-2010 - Ruch Chorzów 3e de Pologne en 2009-2010 - HNK Šibenik 4e de Croatie en 2009-2010 - TPS 3e de Finlande 2009 - FK Tauras Tauragé 5e de Lituanie en 2009 - Dundalk 5e d'Irlande en 2009 - Skonto Riga 3e de Lettonie 2009 - Olimpija Ljubljana 4e de Slovénie 2009-2010 - FK Dnepr Moguilev 3e de Biélorussie 2009 - Torpedo Jodzina Finaliste de la coupe de Biélorussie 2009-2010 - NK Široki Brijeg 2e de Bosnie-Herzégovine 2009-2010 - HŠK Zrinjski Mostar 4e de Bosnie-Herzégovine 2009-2010 - Győr ETO FC 3e de Hongrie 2009-2010 - Zalaegerszeg TE FC Finaliste de la coupe de Hongrie 2009-2010 - KR Reykjavík 2e d'Islande en 2009 - Fylkir Reykjavík 3e d'Islande en 2009 - FC Olimpia Bălţi 3e de Moldavie en 2009-2010 - FC Dacia Chişinău Finaliste de la coupe de Moldavie 2009-2010 - FC Dinamo Tbilissi 2e de Géorgie 2009-2010 - FC Zestafoni 3e de Géorgie 2009-2010                                                               | - Gefle IF Prix du fair play UEFA - Randers FC Prix du fair play UEFA - MyPa 47 Prix du fair play UEFA - Bnei Yehoudah 4e d'Israël en 2009-2010 - Anorthosis Famagouste 3e de Chypre en 2009-2010 - Kalmar FF 4e de Suède en 2009 - FC Nitra 4e de Slovaquie 2009-2010 - Ruch Chorzów 3e de Pologne en 2009-2010 - HNK Šibenik 4e de Croatie en 2009-2010 - TPS 3e de Finlande 2009 - FK Tauras Tauragé 5e de Lituanie en 2009 - Dundalk 5e d'Irlande en 2009 - Skonto Riga 3e de Lettonie 2009 - Olimpija Ljubljana 4e de Slovénie 2009-2010 - FK Dnepr Moguilev 3e de Biélorussie 2009 - Torpedo Jodzina Finaliste de la coupe de Biélorussie 2009-2010 - NK Široki Brijeg 2e de Bosnie-Herzégovine 2009-2010 - HŠK Zrinjski Mostar 4e de Bosnie-Herzégovine 2009-2010 - Győr ETO FC 3e de Hongrie 2009-2010 - Zalaegerszeg TE FC Finaliste de la coupe de Hongrie 2009-2010 - KR Reykjavík 2e d'Islande en 2009 - Fylkir Reykjavík 3e d'Islande en 2009 - FC Olimpia Bălţi 3e de Moldavie en 2009-2010 - FC Dacia Chişinău Finaliste de la coupe de Moldavie 2009-2010 - FC Dinamo Tbilissi 2e de Géorgie 2009-2010 - FC Zestafoni 3e de Géorgie 2009-2010                                                               | - Gefle IF Prix du fair play UEFA - Randers FC Prix du fair play UEFA - MyPa 47 Prix du fair play UEFA - Bnei Yehoudah 4e d'Israël en 2009-2010 - Anorthosis Famagouste 3e de Chypre en 2009-2010 - Kalmar FF 4e de Suède en 2009 - FC Nitra 4e de Slovaquie 2009-2010 - Ruch Chorzów 3e de Pologne en 2009-2010 - HNK Šibenik 4e de Croatie en 2009-2010 - TPS 3e de Finlande 2009 - FK Tauras Tauragé 5e de Lituanie en 2009 - Dundalk 5e d'Irlande en 2009 - Skonto Riga 3e de Lettonie 2009 - Olimpija Ljubljana 4e de Slovénie 2009-2010 - FK Dnepr Moguilev 3e de Biélorussie 2009 - Torpedo Jodzina Finaliste de la coupe de Biélorussie 2009-2010 - NK Široki Brijeg 2e de Bosnie-Herzégovine 2009-2010 - HŠK Zrinjski Mostar 4e de Bosnie-Herzégovine 2009-2010 - Győr ETO FC 3e de Hongrie 2009-2010 - Zalaegerszeg TE FC Finaliste de la coupe de Hongrie 2009-2010 - KR Reykjavík 2e d'Islande en 2009 - Fylkir Reykjavík 3e d'Islande en 2009 - FC Olimpia Bălţi 3e de Moldavie en 2009-2010 - FC Dacia Chişinău Finaliste de la coupe de Moldavie 2009-2010 - FC Dinamo Tbilissi 2e de Géorgie 2009-2010 - FC Zestafoni 3e de Géorgie 2009-2010                                                               | - Gefle IF Prix du fair play UEFA - Randers FC Prix du fair play UEFA - MyPa 47 Prix du fair play UEFA - Bnei Yehoudah 4e d'Israël en 2009-2010 - Anorthosis Famagouste 3e de Chypre en 2009-2010 - Kalmar FF 4e de Suède en 2009 - FC Nitra 4e de Slovaquie 2009-2010 - Ruch Chorzów 3e de Pologne en 2009-2010 - HNK Šibenik 4e de Croatie en 2009-2010 - TPS 3e de Finlande 2009 - FK Tauras Tauragé 5e de Lituanie en 2009 - Dundalk 5e d'Irlande en 2009 - Skonto Riga 3e de Lettonie 2009 - Olimpija Ljubljana 4e de Slovénie 2009-2010 - FK Dnepr Moguilev 3e de Biélorussie 2009 - Torpedo Jodzina Finaliste de la coupe de Biélorussie 2009-2010 - NK Široki Brijeg 2e de Bosnie-Herzégovine 2009-2010 - HŠK Zrinjski Mostar 4e de Bosnie-Herzégovine 2009-2010 - Győr ETO FC 3e de Hongrie 2009-2010 - Zalaegerszeg TE FC Finaliste de la coupe de Hongrie 2009-2010 - KR Reykjavík 2e d'Islande en 2009 - Fylkir Reykjavík 3e d'Islande en 2009 - FC Olimpia Bălţi 3e de Moldavie en 2009-2010 - FC Dacia Chişinău Finaliste de la coupe de Moldavie 2009-2010 - FC Dinamo Tbilissi 2e de Géorgie 2009-2010 - FC Zestafoni 3e de Géorgie 2009-2010                                                               | - Gefle IF Prix du fair play UEFA - Randers FC Prix du fair play UEFA - MyPa 47 Prix du fair play UEFA - Bnei Yehoudah 4e d'Israël en 2009-2010 - Anorthosis Famagouste 3e de Chypre en 2009-2010 - Kalmar FF 4e de Suède en 2009 - FC Nitra 4e de Slovaquie 2009-2010 - Ruch Chorzów 3e de Pologne en 2009-2010 - HNK Šibenik 4e de Croatie en 2009-2010 - TPS 3e de Finlande 2009 - FK Tauras Tauragé 5e de Lituanie en 2009 - Dundalk 5e d'Irlande en 2009 - Skonto Riga 3e de Lettonie 2009 - Olimpija Ljubljana 4e de Slovénie 2009-2010 - FK Dnepr Moguilev 3e de Biélorussie 2009 - Torpedo Jodzina Finaliste de la coupe de Biélorussie 2009-2010 - NK Široki Brijeg 2e de Bosnie-Herzégovine 2009-2010 - HŠK Zrinjski Mostar 4e de Bosnie-Herzégovine 2009-2010 - Győr ETO FC 3e de Hongrie 2009-2010 - Zalaegerszeg TE FC Finaliste de la coupe de Hongrie 2009-2010 - KR Reykjavík 2e d'Islande en 2009 - Fylkir Reykjavík 3e d'Islande en 2009 - FC Olimpia Bălţi 3e de Moldavie en 2009-2010 - FC Dacia Chişinău Finaliste de la coupe de Moldavie 2009-2010 - FC Dinamo Tbilissi 2e de Géorgie 2009-2010 - FC Zestafoni 3e de Géorgie 2009-2010                                                               | - Gefle IF Prix du fair play UEFA - Randers FC Prix du fair play UEFA - MyPa 47 Prix du fair play UEFA - Bnei Yehoudah 4e d'Israël en 2009-2010 - Anorthosis Famagouste 3e de Chypre en 2009-2010 - Kalmar FF 4e de Suède en 2009 - FC Nitra 4e de Slovaquie 2009-2010 - Ruch Chorzów 3e de Pologne en 2009-2010 - HNK Šibenik 4e de Croatie en 2009-2010 - TPS 3e de Finlande 2009 - FK Tauras Tauragé 5e de Lituanie en 2009 - Dundalk 5e d'Irlande en 2009 - Skonto Riga 3e de Lettonie 2009 - Olimpija Ljubljana 4e de Slovénie 2009-2010 - FK Dnepr Moguilev 3e de Biélorussie 2009 - Torpedo Jodzina Finaliste de la coupe de Biélorussie 2009-2010 - NK Široki Brijeg 2e de Bosnie-Herzégovine 2009-2010 - HŠK Zrinjski Mostar 4e de Bosnie-Herzégovine 2009-2010 - Győr ETO FC 3e de Hongrie 2009-2010 - Zalaegerszeg TE FC Finaliste de la coupe de Hongrie 2009-2010 - KR Reykjavík 2e d'Islande en 2009 - Fylkir Reykjavík 3e d'Islande en 2009 - FC Olimpia Bălţi 3e de Moldavie en 2009-2010 - FC Dacia Chişinău Finaliste de la coupe de Moldavie 2009-2010 - FC Dinamo Tbilissi 2e de Géorgie 2009-2010 - FC Zestafoni 3e de Géorgie 2009-2010                                                               | - FK Rabotnički 2e de Macédoine en 2009-2010 - Metalurg Skopje 3e de Macédoine en 2009-2010 - FK Qarabağ Ağdam 3e d'Azerbaïdjan 2009-2010 - FK Xəzər Lənkəran4e d'Azerbaïdjan 2009-2010 - FC Narva Trans 3e d'Estonie en 2009 - FC Flora Tallinn Finaliste de la coupe d'Estonie 2009-2010 - KF Tirana 3e d'Albanie en 2009-2010 - KF Laçi 4e d'Albanie en 2009-2010 - Shakhtyor Karagandy 3e du Kazakhstan en 2009 - FC Tobol Koustanaï 4e du Kazakhstan en 2009 - Ulisses 3e d'Arménie en 2009 - Banants Erevan Finaliste de la Coupe d'Arménie 2009-2010 - Llanelli 2e du Pays de Galles en 2009-2010 - Port Talbot Town 3e du Pays de Galles en 2009-2010 - Glentoran 3e d'Irlande du Nord en 2009-2010 - Portadown Finaliste de la Coupe d'Irlande du Nord 2009-2010 - EB/Streymur 2e des Îles Féroé en 2009 - NSÍ Runavík 4e des Îles Féroé en 2009 - F91 Dudelange 2e du Luxembourg en 2009-2010 - CS Grevenmacher 3e du Luxembourg en 2009-2010 - FK Mogren Budva 3e du Monténégro en 2009-2010 - Zeta Golubovci 4e du Monténégro en 2009-2010 - UE Santa Coloma 2e d'Andorre en 2009-2010 - FC Lusitanos 4e d'Andorre en 2009-2010 - Sliema Wanderers FC 3e de Malte 2009-2010 - SC Faetano 3e de Saint-Marin 2009-2010 | - FK Rabotnički 2e de Macédoine en 2009-2010 - Metalurg Skopje 3e de Macédoine en 2009-2010 - FK Qarabağ Ağdam 3e d'Azerbaïdjan 2009-2010 - FK Xəzər Lənkəran4e d'Azerbaïdjan 2009-2010 - FC Narva Trans 3e d'Estonie en 2009 - FC Flora Tallinn Finaliste de la coupe d'Estonie 2009-2010 - KF Tirana 3e d'Albanie en 2009-2010 - KF Laçi 4e d'Albanie en 2009-2010 - Shakhtyor Karagandy 3e du Kazakhstan en 2009 - FC Tobol Koustanaï 4e du Kazakhstan en 2009 - Ulisses 3e d'Arménie en 2009 - Banants Erevan Finaliste de la Coupe d'Arménie 2009-2010 - Llanelli 2e du Pays de Galles en 2009-2010 - Port Talbot Town 3e du Pays de Galles en 2009-2010 - Glentoran 3e d'Irlande du Nord en 2009-2010 - Portadown Finaliste de la Coupe d'Irlande du Nord 2009-2010 - EB/Streymur 2e des Îles Féroé en 2009 - NSÍ Runavík 4e des Îles Féroé en 2009 - F91 Dudelange 2e du Luxembourg en 2009-2010 - CS Grevenmacher 3e du Luxembourg en 2009-2010 - FK Mogren Budva 3e du Monténégro en 2009-2010 - Zeta Golubovci 4e du Monténégro en 2009-2010 - UE Santa Coloma 2e d'Andorre en 2009-2010 - FC Lusitanos 4e d'Andorre en 2009-2010 - Sliema Wanderers FC 3e de Malte 2009-2010 - SC Faetano 3e de Saint-Marin 2009-2010 | - FK Rabotnički 2e de Macédoine en 2009-2010 - Metalurg Skopje 3e de Macédoine en 2009-2010 - FK Qarabağ Ağdam 3e d'Azerbaïdjan 2009-2010 - FK Xəzər Lənkəran4e d'Azerbaïdjan 2009-2010 - FC Narva Trans 3e d'Estonie en 2009 - FC Flora Tallinn Finaliste de la coupe d'Estonie 2009-2010 - KF Tirana 3e d'Albanie en 2009-2010 - KF Laçi 4e d'Albanie en 2009-2010 - Shakhtyor Karagandy 3e du Kazakhstan en 2009 - FC Tobol Koustanaï 4e du Kazakhstan en 2009 - Ulisses 3e d'Arménie en 2009 - Banants Erevan Finaliste de la Coupe d'Arménie 2009-2010 - Llanelli 2e du Pays de Galles en 2009-2010 - Port Talbot Town 3e du Pays de Galles en 2009-2010 - Glentoran 3e d'Irlande du Nord en 2009-2010 - Portadown Finaliste de la Coupe d'Irlande du Nord 2009-2010 - EB/Streymur 2e des Îles Féroé en 2009 - NSÍ Runavík 4e des Îles Féroé en 2009 - F91 Dudelange 2e du Luxembourg en 2009-2010 - CS Grevenmacher 3e du Luxembourg en 2009-2010 - FK Mogren Budva 3e du Monténégro en 2009-2010 - Zeta Golubovci 4e du Monténégro en 2009-2010 - UE Santa Coloma 2e d'Andorre en 2009-2010 - FC Lusitanos 4e d'Andorre en 2009-2010 - Sliema Wanderers FC 3e de Malte 2009-2010 - SC Faetano 3e de Saint-Marin 2009-2010 | - FK Rabotnički 2e de Macédoine en 2009-2010 - Metalurg Skopje 3e de Macédoine en 2009-2010 - FK Qarabağ Ağdam 3e d'Azerbaïdjan 2009-2010 - FK Xəzər Lənkəran4e d'Azerbaïdjan 2009-2010 - FC Narva Trans 3e d'Estonie en 2009 - FC Flora Tallinn Finaliste de la coupe d'Estonie 2009-2010 - KF Tirana 3e d'Albanie en 2009-2010 - KF Laçi 4e d'Albanie en 2009-2010 - Shakhtyor Karagandy 3e du Kazakhstan en 2009 - FC Tobol Koustanaï 4e du Kazakhstan en 2009 - Ulisses 3e d'Arménie en 2009 - Banants Erevan Finaliste de la Coupe d'Arménie 2009-2010 - Llanelli 2e du Pays de Galles en 2009-2010 - Port Talbot Town 3e du Pays de Galles en 2009-2010 - Glentoran 3e d'Irlande du Nord en 2009-2010 - Portadown Finaliste de la Coupe d'Irlande du Nord 2009-2010 - EB/Streymur 2e des Îles Féroé en 2009 - NSÍ Runavík 4e des Îles Féroé en 2009 - F91 Dudelange 2e du Luxembourg en 2009-2010 - CS Grevenmacher 3e du Luxembourg en 2009-2010 - FK Mogren Budva 3e du Monténégro en 2009-2010 - Zeta Golubovci 4e du Monténégro en 2009-2010 - UE Santa Coloma 2e d'Andorre en 2009-2010 - FC Lusitanos 4e d'Andorre en 2009-2010 - Sliema Wanderers FC 3e de Malte 2009-2010 - SC Faetano 3e de Saint-Marin 2009-2010 | - FK Rabotnički 2e de Macédoine en 2009-2010 - Metalurg Skopje 3e de Macédoine en 2009-2010 - FK Qarabağ Ağdam 3e d'Azerbaïdjan 2009-2010 - FK Xəzər Lənkəran4e d'Azerbaïdjan 2009-2010 - FC Narva Trans 3e d'Estonie en 2009 - FC Flora Tallinn Finaliste de la coupe d'Estonie 2009-2010 - KF Tirana 3e d'Albanie en 2009-2010 - KF Laçi 4e d'Albanie en 2009-2010 - Shakhtyor Karagandy 3e du Kazakhstan en 2009 - FC Tobol Koustanaï 4e du Kazakhstan en 2009 - Ulisses 3e d'Arménie en 2009 - Banants Erevan Finaliste de la Coupe d'Arménie 2009-2010 - Llanelli 2e du Pays de Galles en 2009-2010 - Port Talbot Town 3e du Pays de Galles en 2009-2010 - Glentoran 3e d'Irlande du Nord en 2009-2010 - Portadown Finaliste de la Coupe d'Irlande du Nord 2009-2010 - EB/Streymur 2e des Îles Féroé en 2009 - NSÍ Runavík 4e des Îles Féroé en 2009 - F91 Dudelange 2e du Luxembourg en 2009-2010 - CS Grevenmacher 3e du Luxembourg en 2009-2010 - FK Mogren Budva 3e du Monténégro en 2009-2010 - Zeta Golubovci 4e du Monténégro en 2009-2010 - UE Santa Coloma 2e d'Andorre en 2009-2010 - FC Lusitanos 4e d'Andorre en 2009-2010 - Sliema Wanderers FC 3e de Malte 2009-2010 - SC Faetano 3e de Saint-Marin 2009-2010 | - FK Rabotnički 2e de Macédoine en 2009-2010 - Metalurg Skopje 3e de Macédoine en 2009-2010 - FK Qarabağ Ağdam 3e d'Azerbaïdjan 2009-2010 - FK Xəzər Lənkəran4e d'Azerbaïdjan 2009-2010 - FC Narva Trans 3e d'Estonie en 2009 - FC Flora Tallinn Finaliste de la coupe d'Estonie 2009-2010 - KF Tirana 3e d'Albanie en 2009-2010 - KF Laçi 4e d'Albanie en 2009-2010 - Shakhtyor Karagandy 3e du Kazakhstan en 2009 - FC Tobol Koustanaï 4e du Kazakhstan en 2009 - Ulisses 3e d'Arménie en 2009 - Banants Erevan Finaliste de la Coupe d'Arménie 2009-2010 - Llanelli 2e du Pays de Galles en 2009-2010 - Port Talbot Town 3e du Pays de Galles en 2009-2010 - Glentoran 3e d'Irlande du Nord en 2009-2010 - Portadown Finaliste de la Coupe d'Irlande du Nord 2009-2010 - EB/Streymur 2e des Îles Féroé en 2009 - NSÍ Runavík 4e des Îles Féroé en 2009 - F91 Dudelange 2e du Luxembourg en 2009-2010 - CS Grevenmacher 3e du Luxembourg en 2009-2010 - FK Mogren Budva 3e du Monténégro en 2009-2010 - Zeta Golubovci 4e du Monténégro en 2009-2010 - UE Santa Coloma 2e d'Andorre en 2009-2010 - FC Lusitanos 4e d'Andorre en 2009-2010 - Sliema Wanderers FC 3e de Malte 2009-2010 - SC Faetano 3e de Saint-Marin 2009-2010 | - FK Rabotnički 2e de Macédoine en 2009-2010 - Metalurg Skopje 3e de Macédoine en 2009-2010 - FK Qarabağ Ağdam 3e d'Azerbaïdjan 2009-2010 - FK Xəzər Lənkəran4e d'Azerbaïdjan 2009-2010 - FC Narva Trans 3e d'Estonie en 2009 - FC Flora Tallinn Finaliste de la coupe d'Estonie 2009-2010 - KF Tirana 3e d'Albanie en 2009-2010 - KF Laçi 4e d'Albanie en 2009-2010 - Shakhtyor Karagandy 3e du Kazakhstan en 2009 - FC Tobol Koustanaï 4e du Kazakhstan en 2009 - Ulisses 3e d'Arménie en 2009 - Banants Erevan Finaliste de la Coupe d'Arménie 2009-2010 - Llanelli 2e du Pays de Galles en 2009-2010 - Port Talbot Town 3e du Pays de Galles en 2009-2010 - Glentoran 3e d'Irlande du Nord en 2009-2010 - Portadown Finaliste de la Coupe d'Irlande du Nord 2009-2010 - EB/Streymur 2e des Îles Féroé en 2009 - NSÍ Runavík 4e des Îles Féroé en 2009 - F91 Dudelange 2e du Luxembourg en 2009-2010 - CS Grevenmacher 3e du Luxembourg en 2009-2010 - FK Mogren Budva 3e du Monténégro en 2009-2010 - Zeta Golubovci 4e du Monténégro en 2009-2010 - UE Santa Coloma 2e d'Andorre en 2009-2010 - FC Lusitanos 4e d'Andorre en 2009-2010 - Sliema Wanderers FC 3e de Malte 2009-2010 - SC Faetano 3e de Saint-Marin 2009-2010 | - FK Rabotnički 2e de Macédoine en 2009-2010 - Metalurg Skopje 3e de Macédoine en 2009-2010 - FK Qarabağ Ağdam 3e d'Azerbaïdjan 2009-2010 - FK Xəzər Lənkəran4e d'Azerbaïdjan 2009-2010 - FC Narva Trans 3e d'Estonie en 2009 - FC Flora Tallinn Finaliste de la coupe d'Estonie 2009-2010 - KF Tirana 3e d'Albanie en 2009-2010 - KF Laçi 4e d'Albanie en 2009-2010 - Shakhtyor Karagandy 3e du Kazakhstan en 2009 - FC Tobol Koustanaï 4e du Kazakhstan en 2009 - Ulisses 3e d'Arménie en 2009 - Banants Erevan Finaliste de la Coupe d'Arménie 2009-2010 - Llanelli 2e du Pays de Galles en 2009-2010 - Port Talbot Town 3e du Pays de Galles en 2009-2010 - Glentoran 3e d'Irlande du Nord en 2009-2010 - Portadown Finaliste de la Coupe d'Irlande du Nord 2009-2010 - EB/Streymur 2e des Îles Féroé en 2009 - NSÍ Runavík 4e des Îles Féroé en 2009 - F91 Dudelange 2e du Luxembourg en 2009-2010 - CS Grevenmacher 3e du Luxembourg en 2009-2010 - FK Mogren Budva 3e du Monténégro en 2009-2010 - Zeta Golubovci 4e du Monténégro en 2009-2010 - UE Santa Coloma 2e d'Andorre en 2009-2010 - FC Lusitanos 4e d'Andorre en 2009-2010 - Sliema Wanderers FC 3e de Malte 2009-2010 - SC Faetano 3e de Saint-Marin 2009-2010 |

## Calendrier
| Nom                                                                       | Tirage au sort | Date aller                           | Date retour                              | Équipes participantes | Équipes restantes |
| ------------------------------------------------------------------------- | -------------- | ------------------------------------ | ---------------------------------------- | --------------------- | ----------------- |
| Tours de qualification (2010)                                             |                |                                      |                                          |                       |                   |
| Premier tour de qualification                                             | 21 juin        | 1er juillet                          | 8 juillet                                | 52                    | 194 à 168         |
| Deuxième tour de qualification                                            | 21 juin        | 15 juillet                           | 22 juillet                               | 80 (26 + 54)          | 168 à 128         |
| Troisième tour de qualification                                           | 16 juillet     | 29 juillet                           | 5 août                                   | 70 (40 + 30)          | 128 à 93          |
| Tour de barrages                                                          | 6 août         | 19 août                              | 26 août                                  | 74 (35 + 39)          | 93 à 56           |
| Phase de groupes (2010)                                                   |                |                                      |                                          |                       |                   |
| Journées 1 et 5 Journées 2 et 6 Journées 3 et 4                           | 27 août        | 16 septembre 30 septembre 21 octobre | 1er-2 décembre 15-16 décembre 4 novembre | 48 (dont 10*)         | 56 à 32           |
| Phase finale (2011)                                                       |                |                                      |                                          |                       |                   |
| Seizièmes de finale                                                       | 17 décembre    | 17 février                           | 24 février                               | 32 (24+8*)            | 32 à 16           |
| Huitièmes de finale                                                       | 17 décembre    | 10 mars                              | 17 mars                                  | 16                    | 16 à 8            |
| Quarts de finale                                                          | 18 mars        | 7 avril                              | 14 avril                                 | 8                     | 8 à 4             |
| Demi-finale                                                               | 18 mars        | 28 avril                             | 5 mai                                    | 4                     | 4 à 2             |
| Finale                                                                    | 18 mars        | mercredi 18 mai                      | mercredi 18 mai                          | 2                     | 2 à 1             |
| * club repêché provenant de la Ligue des champions ; TT : tenant du titre |                |                                      |                                          |                       |                   |

## Tours de qualification
Les équipes marquées d'un astérisque sont têtes de série lors du tirage au sort.

### Premier tour de qualification
| Match | Club                   | Aller | Total  | Retour  | Club                 |
| ----- | ---------------------- | ----- | ------ | ------- | -------------------- |
| 1     | UE Santa Coloma        | 0 - 3 | 0 - 5  | 0 - 2   | FK Mogren Budva*     |
| 2     | NK Olimpija Ljubljana  | 0 - 2 | 0 - 5  | 0 - 3   | NK Široki Brijeg*    |
| 3     | Anorthosis Famagouste* | 3 - 0 | 4 - 0  | 1 - 0   | Banants Erevan       |
| 4     | FC Olimpia Bălţi*      | 0 - 0 | E1 - 1 | 1 - 1   | FK Xəzər Lənkəran    |
| 5     | HNK Šibenik*           | 0 - 0 | 3 - 0  | 3 - 0   | Sliema Wanderers     |
| 6     | FC Tobol Koustanaï     | 1 - 2 | 2 - 4  | 1 - 2   | HŠK Zrinjski Mostar* |
| 7     | Ulisses FC             | 0 - 0 | 0 - 1  | 0 - 1   | Bnei Yehoudah*       |
| 8     | FK Rabotnički Skopje*  | 5 - 0 | 11 - 0 | 6 - 0   | FC Lusitanos         |
| 9     | KF Tirana*             | 0 - 0 | 1 - 0  | ap1 - 0 | Zalaegerszeg TE FC   |
| 10    | FC Zestafoni*          | 5 - 0 | 5 - 0  | 0 - 0   | SC Faetano           |
| 11    | NSÍ Runavík            | 0 - 2 | 1 - 4  | 1 - 2   | Gefle IF*            |
| 12    | Torpedo Jodzina*       | 3 - 0 | 6 - 1  | 3 - 1   | Fylkir Reykjavík     |
| 13    | Randers FC*            | 6 - 1 | 7 - 3  | 1 - 2   | F91 Dudelange        |
| 14    | Portadown FC           | 1 - 1 | 2 - 1  | 1 - 0   | Skonto Riga*         |
| 15    | TPS*                   | 3 - 1 | 7 - 1  | 4 - 0   | Port Talbot Town     |
| 16    | KR Reykjavík*          | 3 - 0 | 5 - 2  | 2 - 2   | Glentoran            |
| 17    | CS Grevenmacher        | 3 - 3 | 4 - 5  | 1 - 2   | Dundalk*             |
| 18    | Kalmar FF*             | 1 - 0 | 4 - 0  | 3 - 0   | EB/Streymur          |
| 19    | Llanelli               | 2 - 2 | 4 - 5  | 2 - 3ap | FK Tauras Tauragé*   |
| 20    | FC Narva Trans         | 0 - 2 | 0 - 7  | 0 - 5   | MyPa 47*             |
| 21    | Zeta Golubovci         | 1 - 1 | 1 - 1E | 0 - 0   | FC Dacia Chişinău*   |
| 22    | KF Laçi                | 1 - 1 | 2 - 8  | 1 - 7   | FK Dnepr Moguilev*   |
| 23    | FC Shakhtyor Karagandy | 1 - 2 | 1 - 3  | 0 - 1   | KS Ruch Chorzów*     |
| 24    | FC Dinamo Tbilissi*    | 2 - 1 | 2 - 1  | 0 - 0   | FC Flora Tallinn     |
| 25    | FC Nitra*              | 2 - 2 | 3 - 5  | 1 - 3   | Győr ETO FC          |
| 26    | FK Qarabağ Ağdam*      | 4 - 1 | 5 - 2  | 1 - 1   | Metalurg Skopje      |

### Deuxième tour de qualification
| Match | Club                   | Aller | Total  | Retour  | Club                      |
| ----- | ---------------------- | ----- | ------ | ------- | ------------------------- |
| 1     | Cercle Bruges*         | 0 - 1 | E2 - 2 | 2 - 1   | TPS                       |
| 2     | Motherwell*            | 1 - 0 | 2 - 0  | 1 - 0   | Breiðablik                |
| 3     | Anorthosis Famagouste* | 0 - 2 | 3 - 2  | ap3 - 0 | HNK Šibenik               |
| 4     | Lausanne-Sport*        | 1 - 0 | 2 - 1  | 1 - 1   | FK Borac Banja Luka       |
| 5     | FK Šiauliai            | 0 - 2 | 0 - 7  | 0 - 5   | Wisła Cracovie*           |
| 6     | Kalmar FF*             | 0 - 0 | 2 - 0  | 2 - 0   | FC Dacia Chişinău         |
| 7     | FC Utrecht*            | 4 - 0 | 5 - 1  | 1 - 1   | KF Tirana                 |
| 8     | ND Gorica              | 0 - 3 | 1 - 4  | 1 - 1   | Randers FC*               |
| 9     | CS Marítimo*           | 3 - 2 | 6 - 4  | 3 - 2   | Sporting Fingal           |
| 10    | Sūduva Marijampolė     | 0 - 2 | 2 - 6  | 2 - 4   | Rapid Vienne*             |
| 11    | FK Ventspils*          | 0 - 0 | 1 - 3  | 1 - 3   | FK Teteks Tetovo          |
| 12    | OFK Belgrade*          | 2 - 2 | 3 - 2  | 1 - 0   | Torpedo Jodzina           |
| 13    | FC Olimpia Bălţi       | 0 - 2 | 1 - 7  | 1 - 5   | Dinamo Bucarest*          |
| 14    | MyPa 47*               | 3 - 0 | 8 - 0  | 5 - 0   | UE Sant Julià             |
| 15    | Videoton FC            | 1 - 1 | 1 - 3  | 0 - 2   | NK Maribor*               |
| 16    | Brøndby IF*            | 3 - 0 | 3 - 0  | 0 - 0   | FC Vaduz                  |
| 17    | Stabæk*                | 2 - 2 | 3 - 3E | 1 - 1   | FK Dnepr Moguilev         |
| 18    | Shamrock Rovers        | 1 - 1 | 2 - 1  | 1 - 0   | Bnei Yehoudah*            |
| 19    | IF Elfsborg*           | 2 - 1 | 3 - 1  | 1 - 0   | FC Iskra-Stali Rîbniţa    |
| 20    | KR Reykjavík           | 0 - 3 | 2 - 6  | 2 - 3   | Karpaty Lviv*             |
| 21    | Maccabi Tel-Aviv*      | 2 - 0 | 3 - 2  | 1 - 2   | FK Mogren Budva           |
| 22    | Austria Vienne*        | 2 - 2 | 3 - 2  | 1 - 0   | NK Široki Brijeg          |
| 23    | FK Tauras Tauragé      | 0 - 3 | 1 - 6  | 1 - 3   | APOEL Nicosie*            |
| 24    | Molde FK*              | 1 - 0 | E2 - 2 | 1 - 2   | FK Jelgava                |
| 25    | FC Zestafoni           | 3 - 0 | 3 - 1  | 0 - 1   | FK Dukla Banská Bystrica* |
| 26    | Honka*                 | 1 - 1 | 2 - 3  | 1 - 2   | Bangor City               |
| 27    | Levski Sofia*          | 6 - 0 | 8 - 0  | 2 - 0   | Dundalk                   |
| 28    | WIT Georgia Tbilissi   | 0 - 6 | 0 - 6  | 0 - 0   | Banik Ostrava*            |
| 29    | FK Rabotnički Skopje*  | 1 - 0 | 1 - 0  | 0 - 0   | Mika Erevan               |
| 30    | FK Atyrau              | 0 - 3 | 0 - 5  | 0 - 2   | Győr ETO FC*              |
| 31    | Portadown              | 1 - 2 | 2 - 3  | 1 - 1   | FK Qarabağ Ağdam*         |
| 32    | Beşiktaş*              | 3 - 0 | 7 - 0  | 4 - 0   | Víkingur Gøta             |
| 33    | FC Differdange 03      | 3 - 3 | 3 - 5  | 0 - 2   | FK Spartak Zlatibor Voda* |
| 34    | Dynamo Minsk*          | 5 - 1 | 10 - 1 | 5 - 0   | JK Sillamäe Kalev         |
| 35    | Valletta FC            | 1 - 1 | 1 - 1E | 0 - 0   | KS Ruch Chorzów*          |
| 36    | FK Bakou*              | 0 - 3 | 2 - 4  | 2 - 1   | Buducnost Podgorica       |
| 37    | HŠK Zrinjski Mostar*   | 4 - 1 | 13 - 3 | 9 - 2   | SP Tre Penne              |
| 38    | Gefle IF*              | 1 - 2 | 2 - 4  | 1 - 2   | FC Dinamo Tbilissi        |
| 39    | Cliftonville           | 1 - 0 | 1 - 0  | 0 - 0   | HNK Cibalia*              |
| 40    | KS Besa Kavajë         | 0 - 5 | 1 - 11 | 1 - 6   | Olympiakos*               |

### Troisième tour de qualification
| Club                      | Aller | Total          | Retour | Club                   |
| ------------------------- | ----- | -------------- | ------ | ---------------------- |
| OB Odense*                | 5 - 3 | 5 - 3          | 0 - 0  | Zrinjski Mostar        |
| Dnepr Moguilev            | 1 - 0 | 3 - 1          | 2 - 1  | Banik Ostrava*         |
| Rabotnički Skopje         | 0 - 2 | 0 - 4          | 0 - 2  | Liverpool*             |
| CS Marítimo*              | 8 - 2 | 10 - 3         | 2 - 1  | Bangor City            |
| Beroe Stara Zagora        | 1 - 1 | 1 - 4          | 0 - 3  | Rapid Vienne*          |
| MyPa 47                   | 1 - 2 | 4 - 5          | 3 - 3  | Timişoara*             |
| CSKA Sofia*               | 3 - 0 | 5 - 1          | 2 - 1  | Cliftonville           |
| Karpaty Lviv*             | 1 - 0 | 2 - 0          | 1 - 0  | Zestafoni              |
| Shamrock Rovers           | 0 - 2 | 0 - 3          | 0 - 1  | Juventus*              |
| IF Elfsborg*              | 5 - 0 | 7 - 1          | 2 - 1  | Teteks Tetovo          |
| Nordsjælland              | 0 - 1 | 1 - 3          | 1 - 2  | Sporting Portugal*     |
| NK Maribor                | 3 - 0 | 6 - 2          | 3 - 2  | Hibernian*             |
| Étoile rouge de Belgrade* | 1 - 2 | 2 - 3          | 1 - 1  | Slovan Bratislava      |
| Inter Turku               | 1 - 5 | 3 - 8          | 2 - 3  | KRC Genk*              |
| Ruch Chorzów              | 1 - 3 | 1 - 6          | 0 - 3  | Austria Vienne*        |
| Viktoria Plzeň            | 1 - 1 | 1 - 4          | 0 - 3  | Beşiktaş*              |
| Olympiakos*               | 2 - 1 | 2 - 2E         | 0 - 1  | Maccabi Tel-Aviv       |
| Wisła Cracovie*           | 0 - 1 | 2 - 4          | 2 - 3  | Qarabağ Ağdam          |
| Sturm Graz*               | 2 - 0 | 3 - 1          | 1 - 1  | Dinamo Tbilissi        |
| Cercle Bruges             | 1 - 0 | 2 - 3          | 1 - 3  | Anorthosis Famagouste* |
| Buducnost Podgorica       | 1 - 2 | 1 - 3          | 0 - 1  | Brøndby*               |
| Molde                     | 2 - 3 | 4 - 5          | 2 - 2  | VfB Stuttgart*         |
| Maccabi Haïfa*            | 1 - 0 | 2 - 3          | 1 - 3  | Dynamo Minsk           |
| Utrecht*                  | 1 - 0 | 4 - 1          | 3 - 1  | Lucerne                |
| Sibir Novossibirsk*       | 1 - 0 | E2 - 2         | 1 - 2  | Apollon Limassol       |
| Randers FC*               | 2 - 3 | 3 - 4          | 1 - 1  | Lausanne-Sport         |
| Dinamo Bucarest*          | 3 - 1 | 3 - 4          | 0 - 3  | Hajduk Split           |
| AZ Alkmaar*               | 2 - 0 | 2 - 1          | 0 - 1  | IFK Göteborg           |
| Spartak Zlatibor Voda     | 2 - 1 | 2 - 3          | 0 - 2  | Dnipro Dnipropetrovsk* |
| Győr ETO FC               | 0 - 1 | 1 - 1 tab4 - 3 | 1 - 0  | Montpellier HSC*       |
| Aalesunds FK              | 1 - 1 | 1 - 4          | 0 - 3  | Motherwell*            |
| Kalmar FF                 | 1 - 1 | 3 - 6          | 2 - 5  | Levski Sofia*          |
| Galatasaray*              | 2 - 2 | 7 - 3          | 5 - 1  | OFK Belgrade           |
| Jagiellonia Białystok     | 1 - 2 | 3 - 4          | 2 - 2  | Aris Salonique*        |
| APOEL Nicosie*            | 1 - 0 | 4 - 1          | 3 - 1  | Baumit Jablonec        |

### Tour de barrage
| Club                   | Aller | Total          | Retour   | Club                  |
| ---------------------- | ----- | -------------- | -------- | --------------------- |
| Paris SG*              | 2 - 0 | 5 - 4          | 3 - 4    | Maccabi Tel Aviv      |
| Bayer Leverkusen*      | 3 - 0 | 6 - 1          | 3 - 1    | Tavria Simferopol     |
| CSKA Moscou*           | 4 - 0 | 6 - 1          | 2 - 1    | Anorthosis Famagouste |
| Hajduk Split           | 4 - 1 | 5 - 2          | 1 - 1    | Unirea Urziceni*      |
| Feyenoord Rotterdam*   | 1 - 0 | 1 - 2          | 0 - 2    | La Gantoise           |
| KRC Genk               | 0 - 3 | 2 - 7          | 2 - 4    | FC Porto*             |
| Debrecen               | 2 - 0 | 4 - 1          | 2 - 1    | Litex Lovetch*        |
| Aris Salonique         | 1 - 0 | 2 - 1          | 1 - 1    | Austria Vienne*       |
| Galatasaray*           | 2 - 2 | 3 - 3E         | 1 - 1    | Karpaty Lviv          |
| US Palerme*            | 3 - 0 | 5 - 3          | 2 - 3    | NK Maribor            |
| Club Bruges*           | 2 - 1 | 5 - 3          | 3 - 2    | Dynamo Minsk          |
| Omonia Nicosie         | 0 - 1 | 2 - 3          | 2 - 2    | Metalist Kharkiv*     |
| Vaslui                 | 0 - 0 | 0 - 2          | 0 - 2    | Lille OSC*            |
| Naples*                | 1 - 0 | 3 - 0          | 2 - 0    | IF Elfsborg           |
| Sporting Portugal*     | 0 - 2 | 3 - 2          | 3 - 0    | Brøndby               |
| Steaua Bucarest*       | 1 - 0 | 1 - 1 tab4 - 3 | 0 - 1    | Grashopper Zurich     |
| Liverpool FC*          | 1 - 0 | 3 - 1          | 2 - 1    | Trabzonspor           |
| Celtic Glasgow*        | 2 - 0 | 2 - 4          | 0 - 4    | Utrecht               |
| Borussia Dortmund*     | 4 - 0 | 5 - 0          | 1 - 0    | Qarabağ Ağdam         |
| AIK Solna              | 0 - 0 | 1 - 2          | 1 - 2    | Levski Sofia*         |
| Sturm Graz             | 1 - 2 | 1 - 3          | 0 - 1    | Juventus*             |
| Getafe*                | 1 - 0 | 2 - 1          | 1 - 1 ap | APOEL Nicosie         |
| Dundee United          | 0 - 1 | 1 - 2          | 1 - 1    | AEK Athènes*          |
| AZ Alkmaar*            | 2 - 0 | 3 - 2          | 1 - 2    | Aktobe                |
| Dnipro Dnipropetrovsk* | 0 - 1 | 0 - 1          | 0 - 0    | Lech Poznań           |
| Rapid Vienne           | 1 - 1 | 4 - 3          | 3 - 2    | Aston Villa*          |
| CSKA Sofia*            | 3 - 0 | 5 - 2          | 2 - 2    | The New Saints        |
| Beşiktaş*              | 2 - 0 | 6 - 0          | 4 - 0    | HJK Helsinki          |
| Slovan Bratislava      | 0 - 1 | 2 - 3          | 2 - 2    | Stuttgart*            |
| Sibir Novossibirsk     | 1 - 0 | 1 - 5          | 0 - 5    | PSV Eindhoven*        |
| BATE Borissov*         | 3 - 0 | 5 - 1          | 2 - 1    | CS Marítimo           |
| Lausanne-Sport         | 1 - 1 | 2 - 2 tab4 - 3 | 1 - 1    | Lokomotiv Moscou*     |
| Győr ETO FC            | 0 - 2 | 1 - 4          | 1 - 2    | Dinamo Zagreb*        |
| OB Odense*             | 2 - 1 | 3 - 1          | 1 - 0    | Motherwell            |
| PAOK Salonique         | 1 - 0 | 2 - 1          | 1 - 1 ap | Fenerbahçe*           |
| Villarreal*            | 5 - 0 | 7 - 1          | 2 - 1    | Dnepr Moguilev        |
| Timişoara              | 0 - 1 | 0 - 3          | 0 - 2    | Manchester City*      |

## Phase de groupes

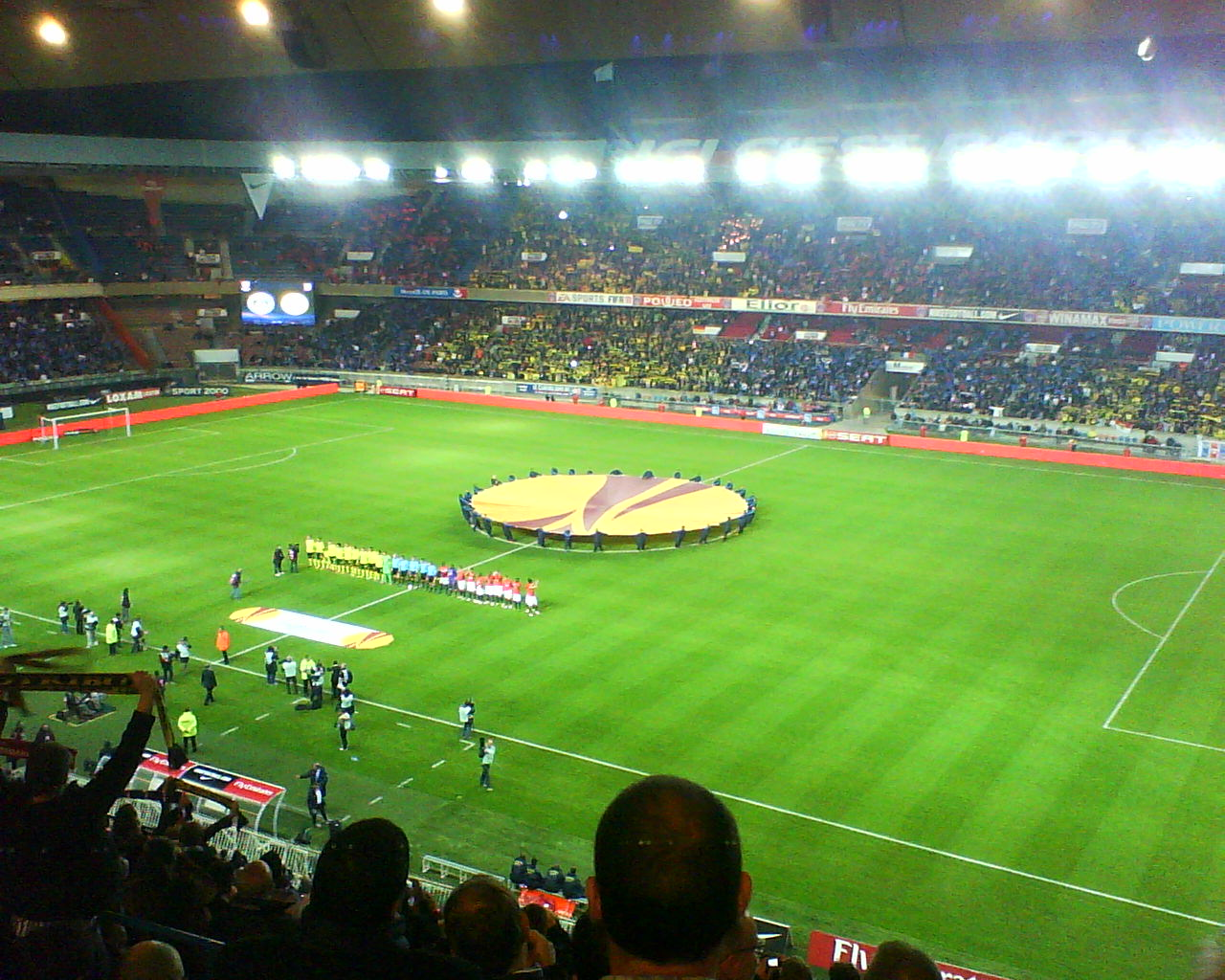
Présentation des équipes lors du match Paris SG-Borussia Dortmund du 4 novembre 2010

La phase de groupes voit la qualification d'office du club espagnol de l'Atlético Madrid, vainqueur de l'édition précédente.
Le tirage au sort de cette phase de groupes a eu lieu le 27 août 2010 à 13h. Ces 48 équipes sont réparties en douze groupes de quatre et s'affrontent dans des mini-championnats de six journées. Les deux meilleures équipes de chaque groupe, soit vingt-quatre équipes, se qualifient pour les seizièmes de finale où elles seront rejointes par 8 équipes repêchées de la Ligue des champions.
Pour le tirage au sort, les 48 équipes sont réparties en quatre pots selon leur coefficient UEFA. Un groupe est composé d'une équipe provenant de chaque pot et les clubs d’une même association nationale ne peuvent pas être tirés au sort dans le même groupe.
| Pot 1                           | Pot 1   | Pot 2            | Pot 2  | Pot 3              | Pot 3  | Pot 4            | Pot 4  |
| ------------------------------- | ------- | ---------------- | ------ | ------------------ | ------ | ---------------- | ------ |
| Atlético Madrid Tenant du titre | 63,951  | Steaua Bucarest  | 47,898 | Sparta Prague      | 27,395 | Aris Salonique   | 12,979 |
| Liverpool FC                    | 115,371 | LOSC Lille       | 46,749 | AEK Athènes        | 25,979 | Rapid Vienne     | 11,915 |
| Séville FC                      | 108,951 | Dynamo Kiev      | 42,910 | Metalist Kharkiv   | 25,410 | PAOK Salonique   | 11,479 |
| FC Porto                        | 76,660  | RSC Anderlecht   | 42,580 | Levski Sofia       | 25,400 | Lech Poznań      | 11,008 |
| Villarreal CF                   | 70,894  | Bayer Leverkusen | 40,841 | Rosenborg          | 23,980 | Karpaty Lviv     | 7,910  |
| CSKA Moscou                     | 66,758  | Paris SG         | 39,749 | Red Bull Salzbourg | 19,915 | BSC Young Boys   | 7,675  |
| PSV Eindhoven                   | 66,310  | Club Bruges      | 36,580 | CSKA Sofia         | 15,400 | Utrecht          | 7,309  |
| Zénith Saint-Pétersbourg        | 61,258  | Palerme          | 35,867 | OB Odense          | 14,970 | La Gantoise      | 6,580  |
| Juventus                        | 59,867  | Getafe CF        | 33,951 | Naples             | 14,867 | Lausanne-Sport   | 5,675  |
| Sporting Portugal               | 57,660  | Beşiktaş         | 33,890 | Borussia Dortmund  | 14,841 | Sheriff Tiraspol | 5,458  |
| Stuttgart                       | 52,841  | Manchester City  | 33,371 | Dinamo Zagreb      | 14,466 | Debrecen         | 5,350  |
| AZ Alkmaar                      | 48,310  | UC Sampdoria     | 30,867 | BATE Borissov      | 13,308 | Hajduk Split     | 3,466  |

Les 10 clubs reversés des barrages de la Ligue des champions apparaissent en italique.
Légende des classements
- Qualifié pour les seizièmes de finale de la Ligue Europa

Légende des résultats
- Victoire à domicile
- Match nul
- Victoire à l'extérieur

### Groupe A
| Rang | Équipe             | Pts | J | G | N | P | Bp | Bc | Diff |  | Résultats (▼ dom., ► ext.) |     |     |     |     |
| ---- | ------------------ | --- | - | - | - | - | -- | -- | ---- |  | -------------------------- | --- | --- | --- | --- |
| 1    | Manchester City    | 11  | 6 | 3 | 2 | 1 | 11 | 6  | +5   |  | Manchester City            |     | 3-1 | 1-1 | 3-0 |
| 2    | Lech Poznań        | 11  | 6 | 3 | 2 | 1 | 11 | 8  | +3   |  | Lech Poznań                | 3-1 |     | 1-1 | 2-0 |
| 3    | Juventus           | 6   | 6 | 0 | 6 | 0 | 7  | 7  | 0    |  | Juventus                   | 1-1 | 3-3 |     | 0-0 |
| 4    | Red Bull Salzbourg | 2   | 6 | 0 | 2 | 4 | 1  | 9  | -8   |  | Red Bull Salzbourg         | 0-2 | 0-1 | 1-1 |     |

### Groupe B
| Rang | Équipe           | Pts | J | G | N | P | Bp | Bc | Diff |  | Résultats (▼ dom., ► ext.) |     |     |     |     |
| ---- | ---------------- | --- | - | - | - | - | -- | -- | ---- |  | -------------------------- | --- | --- | --- | --- |
| 1    | Bayer Leverkusen | 12  | 6 | 3 | 3 | 0 | 8  | 2  | +6   |  | Bayer Leverkusen           |     | 1-0 | 1-1 | 4-0 |
| 2    | Aris Salonique   | 10  | 6 | 3 | 1 | 2 | 7  | 5  | +2   |  | Aris Salonique             | 0-0 |     | 1-0 | 2-0 |
| 3    | Atlético Madrid  | 8   | 6 | 2 | 2 | 2 | 9  | 7  | +2   |  | Atlético Madrid            | 1-1 | 2-3 |     | 3-0 |
| 4    | Rosenborg        | 3   | 6 | 1 | 0 | 5 | 3  | 13 | -10  |  | Rosenborg                  | 0-1 | 2-1 | 1-2 |     |

### Groupe C
| Rang | Équipe            | Pts | J | G | N | P | Bp | Bc | Diff |  | Résultats (▼ dom., ► ext.) |     |     |     |     |
| ---- | ----------------- | --- | - | - | - | - | -- | -- | ---- |  | -------------------------- | --- | --- | --- | --- |
| 1    | Sporting Portugal | 12  | 6 | 4 | 0 | 2 | 14 | 6  | +8   |  | Sporting Portugal          |     | 1-0 | 5-1 | 5-0 |
| 2    | LOSC Lille        | 8   | 6 | 2 | 2 | 2 | 8  | 6  | +2   |  | LOSC Lille                 | 1-2 |     | 3-0 | 1-0 |
| 3    | La Gantoise       | 7   | 6 | 2 | 1 | 3 | 8  | 13 | -5   |  | La Gantoise                | 3-1 | 1-1 |     | 1-0 |
| 4    | Levski Sofia      | 7   | 6 | 2 | 1 | 3 | 6  | 11 | -5   |  | Levski Sofia               | 1-0 | 2-2 | 3-2 |     |

### Groupe D
| Rang | Équipe         | Pts | J | G | N | P | Bp | Bc | Diff |  | Résultats (▼ dom., ► ext.) |     |     |     |     |
| ---- | -------------- | --- | - | - | - | - | -- | -- | ---- |  | -------------------------- | --- | --- | --- | --- |
| 1    | Villarreal CF  | 12  | 6 | 4 | 0 | 2 | 8  | 5  | +3   |  | Villarreal CF              |     | 1-0 | 3-0 | 2-1 |
| 2    | PAOK Salonique | 11  | 6 | 3 | 2 | 1 | 5  | 3  | +2   |  | PAOK Salonique             | 1-0 |     | 1-0 | 1-1 |
| 3    | Dinamo Zagreb  | 7   | 6 | 2 | 1 | 3 | 4  | 5  | -1   |  | Dinamo Zagreb              | 2-0 | 0-1 |     | 0-0 |
| 4    | Club Bruges    | 3   | 6 | 0 | 3 | 3 | 4  | 8  | -4   |  | Club Bruges                | 1-2 | 1-1 | 0-2 |     |

### Groupe E
| Rang | Équipe           | Pts | J | G | N | P | Bp | Bc | Diff |  | Résultats (▼ dom., ► ext.) |     |     |     |     |
| ---- | ---------------- | --- | - | - | - | - | -- | -- | ---- |  | -------------------------- | --- | --- | --- | --- |
| 1    | Dynamo Kiev      | 11  | 6 | 3 | 2 | 1 | 10 | 6  | +4   |  | Dynamo Kiev                |     | 2-2 | 2-0 | 0-0 |
| 2    | BATE Borissov    | 10  | 6 | 3 | 1 | 2 | 11 | 11 | 0    |  | BATE Borissov              | 1-4 |     | 4-1 | 3-1 |
| 3    | AZ Alkmaar       | 7   | 6 | 2 | 1 | 3 | 8  | 10 | -2   |  | AZ Alkmaar                 | 1-2 | 3-0 |     | 2-1 |
| 4    | Sheriff Tiraspol | 5   | 6 | 1 | 2 | 3 | 5  | 7  | -2   |  | Sheriff Tiraspol           | 2-0 | 0-1 | 1-1 |     |

### Groupe F
| Rang | Équipe         | Pts | J | G | N | P | Bp | Bc | Diff |  | Résultats (▼ dom., ► ext.) |     |     |     |     |
| ---- | -------------- | --- | - | - | - | - | -- | -- | ---- |  | -------------------------- | --- | --- | --- | --- |
| 1    | CSKA Moscou    | 16  | 6 | 5 | 1 | 0 | 18 | 3  | +15  |  | CSKA Moscou                |     | 3-0 | 3-1 | 5-1 |
| 2    | Sparta Prague  | 9   | 6 | 2 | 3 | 1 | 12 | 12 | 0    |  | Sparta Prague              | 1-1 |     | 3-2 | 3-3 |
| 3    | US Palerme     | 7   | 6 | 2 | 1 | 3 | 7  | 11 | -4   |  | US Palerme                 | 0-3 | 2-2 |     | 1-0 |
| 4    | Lausanne-Sport | 1   | 6 | 0 | 1 | 5 | 5  | 16 | -11  |  | Lausanne-Sport             | 0-3 | 1-3 | 0-1 |     |

### Groupe G
| Rang | Équipe                   | Pts | J | G | N | P | Bp | Bc | Diff |  | Résultats (▼ dom., ► ext.) |     |     |     |     |
| ---- | ------------------------ | --- | - | - | - | - | -- | -- | ---- |  | -------------------------- | --- | --- | --- | --- |
| 1    | Zénith Saint-Pétersbourg | 18  | 6 | 6 | 0 | 0 | 18 | 6  | +12  |  | Zénith Saint-Pétersbourg   |     | 3-1 | 4-2 | 2-0 |
| 2    | RSC Anderlecht           | 7   | 6 | 2 | 1 | 3 | 8  | 8  | 0    |  | RSC Anderlecht             | 1-3 |     | 3-0 | 2-0 |
| 3    | AEK Athènes              | 7   | 6 | 2 | 1 | 3 | 9  | 13 | -4   |  | AEK Athènes                | 0-3 | 1-1 |     | 3-1 |
| 4    | Hajduk Split             | 3   | 6 | 1 | 0 | 5 | 5  | 13 | -8   |  | Hajduk Split               | 2-3 | 1-0 | 1-3 |     |

### Groupe H
| Rang | Équipe         | Pts | J | G | N | P | Bp | Bc | Diff |  | Résultats (▼ dom., ► ext.) |     |     |     |     |
| ---- | -------------- | --- | - | - | - | - | -- | -- | ---- |  | -------------------------- | --- | --- | --- | --- |
| 1    | Stuttgart      | 15  | 6 | 5 | 0 | 1 | 16 | 6  | +10  |  | Stuttgart                  |     | 3-0 | 1-0 | 5-1 |
| 2    | BSC Young Boys | 9   | 6 | 3 | 0 | 3 | 10 | 10 | 0    |  | BSC Young Boys             | 4-2 |     | 2-0 | 4-2 |
| 3    | Getafe CF      | 7   | 6 | 2 | 1 | 3 | 4  | 8  | -4   |  | Getafe CF                  | 0-3 | 1-0 |     | 2-1 |
| 4    | OB Odense      | 4   | 6 | 1 | 1 | 4 | 8  | 14 | -6   |  | OB Odense                  | 1-2 | 2-0 | 1-1 |     |

### Groupe I
| Rang | Équipe           | Pts | J | G | N | P | Bp | Bc | Diff |  | Résultats (▼ dom., ► ext.) |     |     |     |     |
| ---- | ---------------- | --- | - | - | - | - | -- | -- | ---- |  | -------------------------- | --- | --- | --- | --- |
| 1    | PSV Eindhoven    | 14  | 6 | 4 | 2 | 0 | 10 | 3  | +7   |  | PSV Eindhoven              |     | 0-0 | 1-1 | 3-0 |
| 2    | Metalist Kharkiv | 11  | 6 | 3 | 2 | 1 | 9  | 4  | +5   |  | Metalist Kharkiv           | 0-2 |     | 2-1 | 2-1 |
| 3    | UC Sampdoria     | 5   | 6 | 1 | 2 | 3 | 4  | 7  | -3   |  | UC Sampdoria               | 1-2 | 0-0 |     | 1-0 |
| 4    | Debrecen         | 3   | 6 | 1 | 0 | 5 | 4  | 13 | -9   |  | Debrecen                   | 1-2 | 0-5 | 2-0 |     |

### Groupe J
| Rang | Équipe            | Pts | J | G | N | P | Bp | Bc | Diff |  | Résultats (▼ dom., ► ext.) |     |     |     |     |
| ---- | ----------------- | --- | - | - | - | - | -- | -- | ---- |  | -------------------------- | --- | --- | --- | --- |
| 1    | Paris SG          | 12  | 6 | 3 | 3 | 0 | 9  | 4  | +5   |  | Paris SG                   |     | 4-2 | 0-0 | 2-0 |
| 2    | Séville FC        | 10  | 6 | 3 | 1 | 2 | 10 | 7  | +3   |  | Séville FC                 | 0-1 |     | 2-2 | 4-0 |
| 3    | Borussia Dortmund | 9   | 6 | 2 | 3 | 1 | 10 | 7  | +3   |  | Borussia Dortmund          | 1-1 | 0-1 |     | 3-0 |
| 4    | Karpaty Lviv      | 1   | 6 | 0 | 1 | 5 | 4  | 15 | -11  |  | Karpaty Lviv               | 1-1 | 0-1 | 3-4 |     |

### Groupe K
| Rang | Équipe          | Pts | J | G | N | P | Bp | Bc | Diff |  | Résultats (▼ dom., ► ext.) |     |     |     |     |
| ---- | --------------- | --- | - | - | - | - | -- | -- | ---- |  | -------------------------- | --- | --- | --- | --- |
| 1    | Liverpool FC    | 10  | 6 | 2 | 4 | 0 | 8  | 3  | +5   |  | Liverpool FC               |     | 3-1 | 4-1 | 0-0 |
| 2    | SSC Naples      | 7   | 6 | 1 | 4 | 1 | 8  | 9  | -1   |  | SSC Naples                 | 0-0 |     | 1-0 | 0-0 |
| 3    | Steaua Bucarest | 6   | 6 | 1 | 3 | 2 | 9  | 11 | -2   |  | Steaua Bucarest            | 1-1 | 3-3 |     | 3-1 |
| 4    | Utrecht         | 5   | 6 | 0 | 5 | 1 | 5  | 7  | -2   |  | Utrecht                    | 0-0 | 3-3 | 1-1 |     |

### Groupe L
| Rang | Équipe       | Pts | J | G | N | P | Bp | Bc | Diff |  | Résultats (▼ dom., ► ext.) |     |     |     |     |
| ---- | ------------ | --- | - | - | - | - | -- | -- | ---- |  | -------------------------- | --- | --- | --- | --- |
| 1    | FC Porto     | 16  | 6 | 5 | 1 | 0 | 14 | 4  | +10  |  | FC Porto                   |     | 1-1 | 3-0 | 4-1 |
| 2    | Beşiktaş     | 13  | 6 | 4 | 1 | 1 | 9  | 6  | +3   |  | Beşiktaş                   | 1-3 |     | 2-0 | 1-0 |
| 3    | Rapid Vienne | 3   | 6 | 1 | 0 | 5 | 5  | 12 | -7   |  | Rapid Vienne               | 1-3 | 1-2 |     | 1-2 |
| 4    | CSKA Sofia   | 3   | 6 | 1 | 0 | 5 | 4  | 10 | -6   |  | CSKA Sofia                 | 0-1 | 1-2 | 0-2 |     |

## Phase finale

### Qualification et tirage au sort
Les douze premiers et deuxièmes de la phase de groupes de la Ligue Europa, rejoints par les huit équipes ayant terminé troisièmes de leur groupe en Ligue des champions, participent à la phase finale de la Ligue Europa qui débute par des seizièmes de finale.
| Groupe | 1er de groupe - Tête de série | 2e de groupe - Non-tête de série |
| ------ | ----------------------------- | -------------------------------- |
| A      | Manchester City               | Lech Poznań                      |
| B      | Bayer Leverkusen              | Aris Salonique                   |
| C      | Sporting Portugal             | LOSC Lille                       |
| D      | Villarreal CF                 | PAOK Salonique                   |
| E      | Dynamo Kiev                   | BATE Borissov                    |
| F      | CSKA Moscou                   | Sparta Prague                    |
| G      | Zénith Saint-Pétersbourg      | RSC Anderlecht                   |
| H      | Stuttgart                     | BSC Young Boys                   |
| I      | PSV Eindhoven                 | Metalist Kharkiv                 |
| J      | Paris SG                      | Séville FC                       |
| K      | Liverpool FC                  | SSC Naples                       |
| L      | FC Porto                      | Beşiktaş                         |

| Rang | Équipe               | Pts | J | G | N | P | Bp | Bc | Diff |
| ---- | -------------------- | --- | - | - | - | - | -- | -- | ---- |
| 1    | Spartak Moscou (F)   | 9   | 6 | 3 | 0 | 3 | 7  | 10 | -3   |
| 2    | Sporting Braga (H)   | 9   | 6 | 3 | 0 | 3 | 5  | 11 | -6   |
| 3    | Ajax Amsterdam (G)   | 7   | 6 | 2 | 1 | 3 | 6  | 10 | -4   |
| 4    | FC Twente (A)        | 6   | 6 | 1 | 3 | 2 | 9  | 11 | -2   |
| 5    | Rubin Kazan (D)      | 6   | 6 | 1 | 3 | 2 | 2  | 4  | -2   |
| 6    | FC Bâle (E)          | 6   | 6 | 2 | 0 | 4 | 8  | 11 | -3   |
| 7    | Glasgow Rangers (C)  | 6   | 6 | 1 | 3 | 2 | 3  | 6  | -3   |
| 8    | Benfica Lisbonne (B) | 6   | 6 | 2 | 0 | 4 | 7  | 12 | -5   |

| \| Manchester City Liverpool Naples LOSC PSG Bayer Leverkusen Stuttgart Ajax Twente PSV Anderlecht FC Bâle BSC Young Boys Aris PAOK Glasgow Rangers Benfica SCP Braga Porto Villarreal Séville Rubin Kazan Zénith CSKA Spartak Metalist Dynamo Kiev BATE Beşiktaş Sparta Prague Lech Poznań \| Localisation des clubs qualifiés pour la phase finale. Seizièmes de finalistes, Huitièmes de finalistes, Quart de finalistes, Demi-finalistes Finaliste Vainqueur |
| Manchester City Liverpool Naples LOSC PSG Bayer Leverkusen Stuttgart Ajax Twente PSV Anderlecht FC Bâle BSC Young Boys Aris PAOK Glasgow Rangers Benfica SCP Braga Porto Villarreal Séville Rubin Kazan Zénith CSKA Spartak Metalist Dynamo Kiev BATE Beşiktaş Sparta Prague Lech Poznań |

Le tirage au sort des seizièmes de finale, qui se déroula le vendredi 17 décembre 2010 à 13 heures à Nyon, fut organisé de telle sorte que :
- les clubs d'une même association ne peuvent se rencontrer ;
- les membres d'un même groupe ne peuvent se rencontrer ;
- une tête de série est toujours opposée à une non-tête de série ;
- le match retour a lieu au domicile du club tête de série.

Le tirage au sort des huitièmes de finale eut lieu le même jour et cette fois sans aucune restriction.
Lors de la saison 2009-2010, le Club Atlético de Madrid avait été reversé depuis la Ligue des Champions, avant de remporter la Ligue Europa.
Le tirage au sort des quarts de finale, demi-finales et finale aura lieu le vendredi 18 mars à 13 heures à Nyon (Suisse).

### Seizièmes de finale
Tirage au sort le vendredi 17 décembre à Nyon (Suisse). Matchs aller le jeudi 17 février 2011, matchs retour le 24 février.

| Club             | Aller | Total  | Retour | Club                     |
| ---------------- | ----- | ------ | ------ | ------------------------ |
| Aris Salonique   | 0 - 0 | 0 - 3  | 0 - 3  | Manchester City          |
| PAOK Salonique   | 0 - 1 | 1 - 2  | 1 - 1  | CSKA Moscou              |
| Séville FC       | 1 - 2 | 2 - 2E | 1 - 0  | FC Porto                 |
| Naples           | 0 - 0 | 1 - 2  | 1 - 2  | Villarreal               |
| Glasgow Rangers  | 1 - 1 | E3 - 3 | 2 - 2  | Sporting Portugal        |
| Sparta Prague    | 0 - 0 | 0 - 1  | 0 - 1  | Liverpool FC             |
| RSC Anderlecht   | 0 - 3 | 0 - 5  | 0 - 2  | Ajax Amsterdam           |
| Lech Poznań      | 1 - 0 | 1 - 2  | 0 - 2  | Sporting Braga           |
| Beşiktaş         | 1 - 4 | 1 - 8  | 0 - 4  | Dynamo Kiev              |
| FC Bâle          | 2 - 3 | 3 - 4  | 1 - 1  | Spartak Moscou           |
| BSC Young Boys   | 2 - 1 | 3 - 4  | 1 - 3  | Zénith Saint-Pétersbourg |
| Rubin Kazan      | 0 - 2 | 2 - 4  | 2 - 2  | FC Twente                |
| LOSC Lille       | 2 - 2 | 3 - 5  | 1 - 3  | PSV Eindhoven            |
| Benfica Lisbonne | 2 - 1 | 4 - 1  | 2 - 0  | Stuttgart                |
| BATE Borissov    | 2 - 2 | 2 - 2E | 0 - 0  | Paris SG                 |
| Metalist Kharkiv | 0 - 4 | 0 - 6  | 0 - 2  | Bayer Leverkusen         |

### Huitièmes de finale
Tirage au sort le vendredi 17 décembre à Nyon (Suisse). Les matchs allers se sont déroulés le 10 mars 2011 tandis que les matchs retour se sont disputés le 17 mars 2011. 
| Club             | Aller | Total | Retour | Club                     |
| ---------------- | ----- | ----- | ------ | ------------------------ |
| Benfica Lisbonne | 2 - 1 | 3 - 2 | 1 - 1  | Paris SG                 |
| Dynamo Kiev      | 2 - 0 | 2 - 1 | 0 - 1  | Manchester City          |
| FC Twente        | 3 - 0 | 3 - 2 | 0 - 2  | Zénith Saint-Pétersbourg |
| CSKA Moscou      | 0 - 1 | 1 - 3 | 1 - 2  | FC Porto                 |
| PSV Eindhoven    | 0 - 0 | 1 - 0 | 1 - 0  | Glasgow Rangers          |
| Bayer Leverkusen | 2 - 3 | 3 - 5 | 1 - 2  | Villarreal CF            |
| Ajax Amsterdam   | 0 - 1 | 0 - 4 | 0 - 3  | Spartak Moscou           |
| Sporting Braga   | 1 - 0 | 1 - 0 | 0 - 0  | Liverpool FC             |

### Tableau final
|  | Quarts de finale | Quarts de finale | Quarts de finale | Quarts de finale |                  |                  | Demi-finales | Demi-finales | Demi-finales | Demi-finales |  |  | Finale                           | Finale | Finale | Finale |
|  |                  |                  |                  |                  |                  |                  |              |              |              |              |  |  |                                  |        |        |        |
|  |                  |                  |                  |                  |                  |                  |              |              |              |              |  |  | 18 mai 2011 Dublin Arena, Dublin |        |        |        |
|  |                  |                  |                  |                  |                  |                  |              |              |              |              |  |  |                                  |        |        |        |
|  | FC Porto         | FC Porto         | 5                | 5                |                  |                  |              |              |              |              |  |  |                                  |        |        |        |
|  | FC Porto         | FC Porto         | 5                | 5                |                  |                  |              |              |              |              |  |  |                                  |        |        |        |
|  | Spartak Moscou   | Spartak Moscou   | 1                | 2                |                  |                  |              |              |              |              |  |  |                                  |        |        |        |
|  | Spartak Moscou   | Spartak Moscou   | 1                | 2                | FC Porto         | FC Porto         | 5            | 2            |              |              |  |  |                                  |        |        |        |
|  |                  |                  |                  |                  | FC Porto         | FC Porto         | 5            | 2            |              |              |  |  |                                  |        |        |        |
|  |                  |                  | Villarreal CF    | Villarreal CF    | 1                | 3                |              |              |              |              |  |  |                                  |        |        |        |
|  | Villarreal CF    | Villarreal CF    | Villarreal CF    | Villarreal CF    | 1                | 3                | 5            | 3            |              |              |  |  |                                  |        |        |        |
|  | Villarreal CF    | Villarreal CF    |                  |                  |                  |                  |              | 3            |              |              |  |  |                                  |        |        |        |
|  | FC Twente        | FC Twente        | 1                | 1                |                  |                  |              |              |              |              |  |  |                                  |        |        |        |
|  | FC Twente        | FC Twente        | 1                | 1                | FC Porto         | FC Porto         | 1            | 1            |              |              |  |  |                                  |        |        |        |
|  |                  |                  |                  |                  | FC Porto         | FC Porto         | 1            | 1            |              |              |  |  |                                  |        |        |        |
|  |                  |                  | Sporting Braga   | Sporting Braga   | 0                | 0                |              |              |              |              |  |  |                                  |        |        |        |
|  | Benfica Lisbonne | Benfica Lisbonne | Sporting Braga   | Sporting Braga   | 0                | 0                | 4            | 2            |              |              |  |  |                                  |        |        |        |
|  | Benfica Lisbonne | Benfica Lisbonne |                  |                  |                  |                  |              |              |              |              |  |  |                                  |        |        |        |
|  | PSV Eindhoven    | PSV Eindhoven    | 1                | 2                |                  |                  |              |              |              |              |  |  |                                  |        |        |        |
|  | PSV Eindhoven    | PSV Eindhoven    | 1                | 2                | Benfica Lisbonne | Benfica Lisbonne | 2            | 0            |              |              |  |  |                                  |        |        |        |
|  |                  |                  |                  |                  | Benfica Lisbonne | Benfica Lisbonne | 2            | 0            |              |              |  |  |                                  |        |        |        |
|  |                  |                  | Sporting Braga   | Sporting Braga   | 1                | 1                |              |              |              |              |  |  |                                  |        |        |        |
|  | Dynamo Kiev      | Dynamo Kiev      | Sporting Braga   | Sporting Braga   | 1                | 1                | 1            | 0            |              |              |  |  |                                  |        |        |        |
|  | Dynamo Kiev      | Dynamo Kiev      |                  |                  |                  |                  |              | 0            |              |              |  |  |                                  |        |        |        |
|  | Sporting Braga   | Sporting Braga   | 1                | 0                |                  |                  |              |              |              |              |  |  |                                  |        |        |        |
|  | Sporting Braga   | Sporting Braga   | 1                | 0                |                  |                  |              |              |              |              |  |  |                                  |        |        |        |
|  |                  |                  |                  |                  |                  |                  |              |              |              |              |  |  |                                  |        |        |        |

### Quarts de finale
Tirage au sort le vendredi 18 mars 2011 à Nyon (Suisse). Matchs aller le jeudi 7 avril 2011, matchs retour le jeudi 14 avril 2011.
| Club             | Aller | Total  | Retour | Club           |
| ---------------- | ----- | ------ | ------ | -------------- |
| FC Porto         | 5 - 1 | 10 - 3 | 5 - 2  | Spartak Moscou |
| Benfica Lisbonne | 4 - 1 | 6 - 3  | 2 - 2  | PSV Eindhoven  |
| Villarreal CF    | 5 - 1 | 8 - 2  | 3 - 1  | FC Twente      |
| Dynamo Kiev      | 1 - 1 | 1 - 1E | 0 - 0  | Sporting Braga |

### Demi-finales
Tirage au sort le vendredi 18 mars 2011 à Nyon (Suisse). Matchs aller le jeudi 28 avril 2011, matchs retour le jeudi 5 mai 2011.
| Club             | Aller | Total  | Retour | Club           |
| ---------------- | ----- | ------ | ------ | -------------- |
| FC Porto         | 5 - 1 | 7 - 4  | 2 - 3  | Villarreal CF  |
| Benfica Lisbonne | 2 - 1 | 2 - 2E | 0 - 1  | Sporting Braga |

### Finale
La finale s'est disputée sur une seule rencontre, le mercredi 18 mai 2011, à Dublin en Irlande, à la Dublin Arena, situé à Lansdowne Road.
| Club     | Score | Club           |
| -------- | ----- | -------------- |
| FC Porto | 1 - 0 | Sporting Braga |

## Nombre d'équipes par association et par tour
| Angleterre |  | 2 Liverpool, Manchester City            | +0 | 2 Liverpool, Manchester City      | 2 Liverpool, Manchester City |                         |                         |                |  |  |  |
| Espagne    |  | 4 Atlético, Getafe, Séville, Villarreal | +0 | 2 Séville, Villarreal             | 1 Villarreal                 | 1 Villarreal            | 1 Villarreal            |                |  |  |  |
| Italie     |  | 4 Juventus, Naples, Palerme, Sampdoria  | +0 | 1 Naples                          |                              |                         |                         |                |  |  |  |
| Allemagne  |  | 3 Dortmund, Leverkusen, Stuttgart       | +0 | 2 Leverkusen, Stuttgart           | 1 Leverkusen                 |                         |                         |                |  |  |  |
| France     |  | 2 LOSC, Paris SG                        | +0 | 2 LOSC, Paris SG                  | 1 Paris SG                   |                         |                         |                |  |  |  |
| Russie     |  | 2 CSKA, Zénith                          | +2 | 4 CSKA, Zénith, Kazan, Spartak    | 3 CSKA, Zénith, Spartak      | 1 Spartak               |                         |                |  |  |  |
| Ukraine    |  | 3 Kiev, Kharkiv, Lviv                   | +0 | 2 Kiev, Kharkiv                   | 1 Kiev                       | 1 Kiev                  |                         |                |  |  |  |
| Portugal   |  | 2 Porto, Sporting                       | +2 | 4 Porto, Sporting, Braga, Benfica | 3 Porto, Benfica, Braga      | 3 Porto, Benfica, Braga | 3 Porto, Benfica, Braga | 2 Porto, Braga |  |  |  |
| Pays-Bas   |  | 3 AZ, PSV, Utrecht                      | +2 | 3 PSV, Twente, Ajax               | 3 PSV, Twente, Ajax          | 2 PSV, Twente           |                         |                |  |  |  |
| Grèce      |  | 3 AEK, Aris, PAOK                       | +0 | 2 Aris, PAOK                      |                              |                         |                         |                |  |  |  |
| Suisse     |  | 2 Young Boys, Lausanne-Sport            | +1 | 2 Young Boys, Bâle                |                              |                         |                         |                |  |  |  |
| Belgique   |  | 3 Anderlecht, Bruges, Gand              | +0 | 1 Anderlecht                      |                              |                         |                         |                |  |  |  |
| Bulgarie   |  | 2 CSKA Sofia, Levski Sofia              |    |                                   |                              |                         |                         |                |  |  |  |
| Autriche   |  | 2 Red Bull Salzbourg, Rapid Vienne      |    |                                   |                              |                         |                         |                |  |  |  |
| Croatie    |  | 2 Dinamo Zagreb, Hajduk Split           |    |                                   |                              |                         |                         |                |  |  |  |
| Total      |  | 48                                      | +8 | 32                                | 16                           | 8                       | 4                       | 2              |  |  |  |

- Associations n'ayant qu'un seul club représentant, élimination : 
  - en phase de groupes :  OB Odense,  Debrecen,  Sheriff Tiraspol,  Rosenborg,  Steaua Bucarest
  - en seizièmes de finale :  Sparta Prague,  BATE Borissov,  Lech Poznań,  Beşiktaş
  - en huitièmes de finale :  Glasgow Rangers

Les 8 clubs reversés des groupes de la Ligue des Champions apparaissent en italique.

## Buteurs
Rencontres de qualification non-incluses.
|    | Buteur           | Club          | Buts | Minutes |
| -- | ---------------- | ------------- | ---- | ------- |
| 1  | Falcao           | FC Porto      | 17   | 918     |
| 2  | Giuseppe Rossi   | Villarreal CF | 11   | 947     |
| 3  | Tomáš Necid      | CSKA Moscou   | 6    | 526     |
| 4  | Frédéric Kanouté | Séville FC    | 5    | 461     |
| 5  | Nilmar           | Villarreal CF | 5    | 505     |
| 6  | Wilfried Bony    | Sparta Prague | 5    | 526     |
| 7  | Artjoms Rudņevs  | Lech Poznań   | 5    | 621     |
| 8  | Fredy Guarín     | FC Porto      | 5    | 645     |
| 9  | Edinson Cavani   | SSC Naples    | 5    | 667     |
| 10 | Artem Milevskiy  | Dynamo Kiev   | 5    | 967     |

## Passeurs
Rencontres de qualification non-incluses.
|    | Passeur         | Club              | Passes | Minutes |
| -- | --------------- | ----------------- | ------ | ------- |
| 1  | Roman Eremenko  | Dynamo Kiev       | 6      | 1069    |
| 2  | Arthur Boka     | VfB Stuttgart     | 5      | 390     |
| 3  | James Rodríguez | FC Porto          | 4      | 300     |
| 4  | João Pereira    | Sporting Portugal | 4      | 478     |
| 5  | Nuri Şahin      | Borussia Dortmund | 4      | 540     |
| 6  | Oleg Gusev      | Dynamo Kiev       | 4      | 943     |
| 7  | Hulk            | FC Porto          | 4      | 1000    |
| 8  | Ignacio Scocco  | AEK Athènes       | 3      | 361     |
| 9  | Artem Dzyuba    | Spartak Moscou    | 3      | 388     |
| 10 | Nicolas Marazzi | Lausanne-Sport    | 3      | 450     |